# Руська Мокра
Ру́ська Мо́кра — село в Україні, в Усть-Чорнянській селищній громаді Тячівського району Закарпатській області.
Населення становить 1490 мешканців, нараховується 592 домогосподарства. Село розташоване в горах, за 55 км від автотраси Мукачеве — Івано-Франківськ і за 65 км від райцентру (Тячів). За 8 км вище лежить село Німецька Мокра. Площа села — 24 км².

## Географія

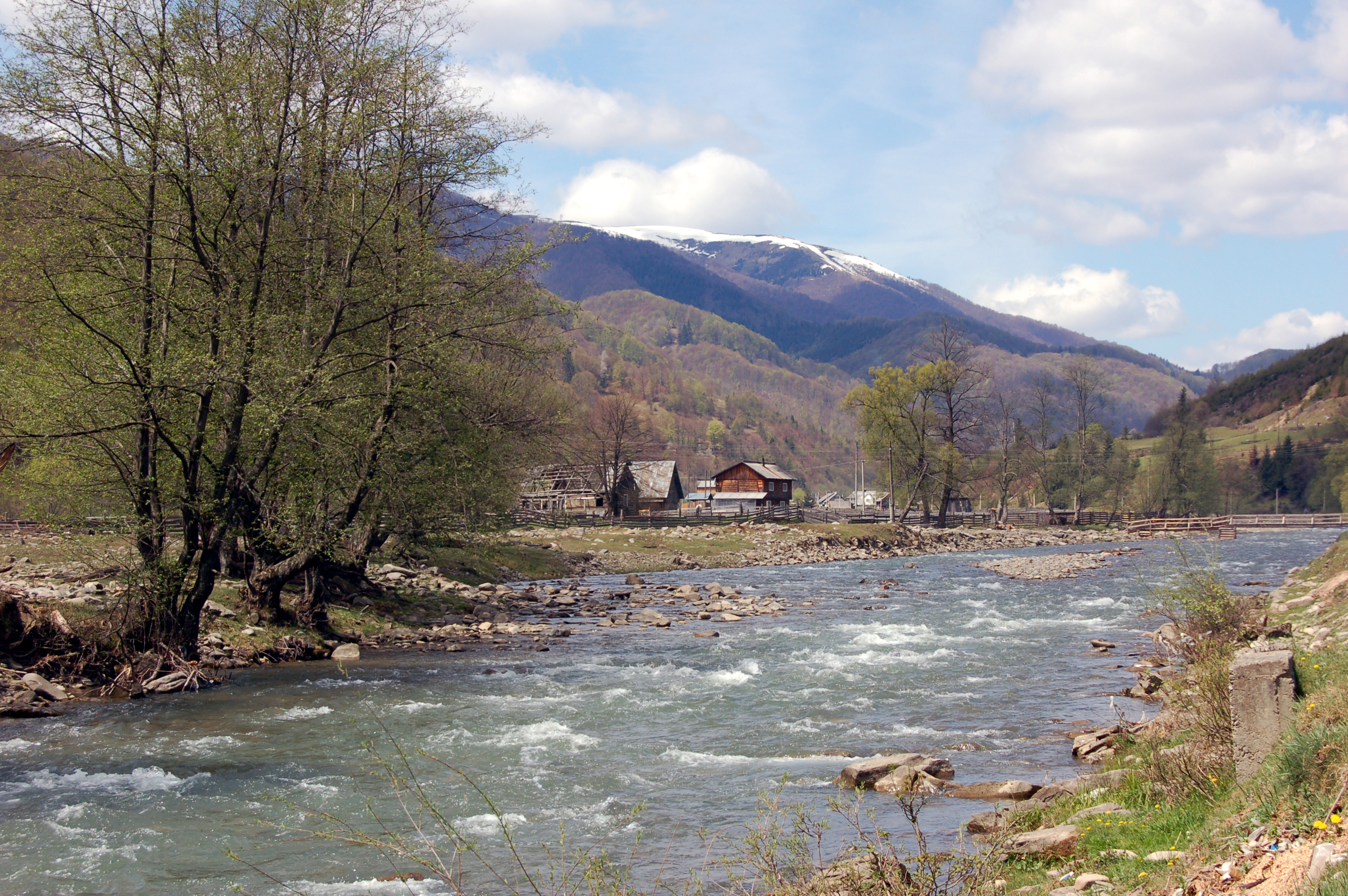
Руська Мокра в травні

Село Руська Мокра розташоване на берегах річки Мокрянка, на висоті 600 м над рівнем моря. Село простягається від південного сходу до північного заходу. Межею Руської Мокрої з Німецькою Мокрою є урочище «Церковний звур», а зі сторони Усть-Чорної — урочище «Заньово». На заході височіють гори Гропа і Ружа, які продовжуються полонинами Кичера і Красна, що височать над селом з південної сторони. Від Усть-Чорної на захід простяглася полонина Діл на південно-східну сторону до урочища «Яновець», а з півночі розташована полонина Прибуй. Найвища вершина — гора Стримба (понад 1600 м над р. м.).
На північно-західній околиці села струмок Климовець впадає у річку Мокрянку.

## Клімат
Через специфіку розташування населеного пункту серед гірських хребтів — Красна, Привододільні Ґорґани, Свидовець, у селі Руська Мокра сніг лежить у середньому 162 дні на рік. Найдовше зберігався 178 діб. Гори затіняють територію від прямих сонячних променів. Тому, в селі часто випадають опади і зберігається похмура погода.

## Походження назви села
Через те що літо супроводжувалося частими опадами, корінні жителі, русини, назвали село Руська Мокра, а прилеглу річку — Мокрянка.

## Історія
Селище заселене дворянською родиною Довгаї, і вперше згадується в статуті в 1638 році.  Пізніше знову згадується у переписі 1715-1720 рр.
Поширені прізвища в селі на кшталт Горкавчук, Країло, Магаль, Менджул, Міцура, Попина, Ігнатюк, Лазур, Ферима, свідчать про те, що їхні предки були опришками. Основне заняття перших поселенців — полювання на диких звірів, чию шкуру обмінювали на харчі та інші потреби. Також розводили овець, яких випасали потім на полонинах.
Згодом у 1775 році до русинського населення додалися німці.
У 1922 році чеський уряд зініціював прокладання вздовж села вузькоколійки, яка ще 18 км простягалася за межі сусіднього села Німецька Мокра. Ліс та інші матеріали вивозили аж до Тересви.
З 1942 рік — початок підготовчих робіт по спорудженню оборонної лінії з назвою «Лінія Арпада». Одна з таких ліній проходить між селами Усть-Чорна — Руська Мокра та Усть-Чорна — Брустури.
Жовтень 1944 року — село відібрали від німецько-угорських окупантів інші окупанти.
1946 рік — в селі Руська Мокра створено першу сільську раду. Через укрупнення сільських рад у 60-х роках, об'єднали села Німецька Мокра, Брустури та Руську Мокру, а сільська рада розміщувалася в селі Усть-Чорна.
1992 рік — в селі Руська Мокра знову відкрили власну сільську раду.
У 50-ті роки молоді спеціалісти, які приїхали в село, започаткували колгосп «Комсомолець», який згодом перейменований в «Молоду гвардію».
У 1998 та 2001 роках у селах Руська Мокра та Німецька Мокра повінь знесла 28 будинків та пошкодила 42 домогосподарства, а також дамби, вулиці, мости.

## Населення
Згідно з переписом УРСР 1989 року чисельність наявного населення села становила 1374 особи, з яких 650 чоловіків та 724 жінки.
За переписом населення України 2001 року в селі мешкало 1357 осіб.

### Мова
Розподіл населення за рідною мовою за даними перепису 2001 року:
| Мова       | Кількість | Відсоток |
| ---------- | --------- | -------- |
| українська | 1348      | 99.26%   |
| російська  | 6         | 0.45%    |
| німецька   | 3         | 0.22%    |
| єврейська  | 1         | 0.07%    |
| Усього     | 1358      | 100%     |

## Освіта

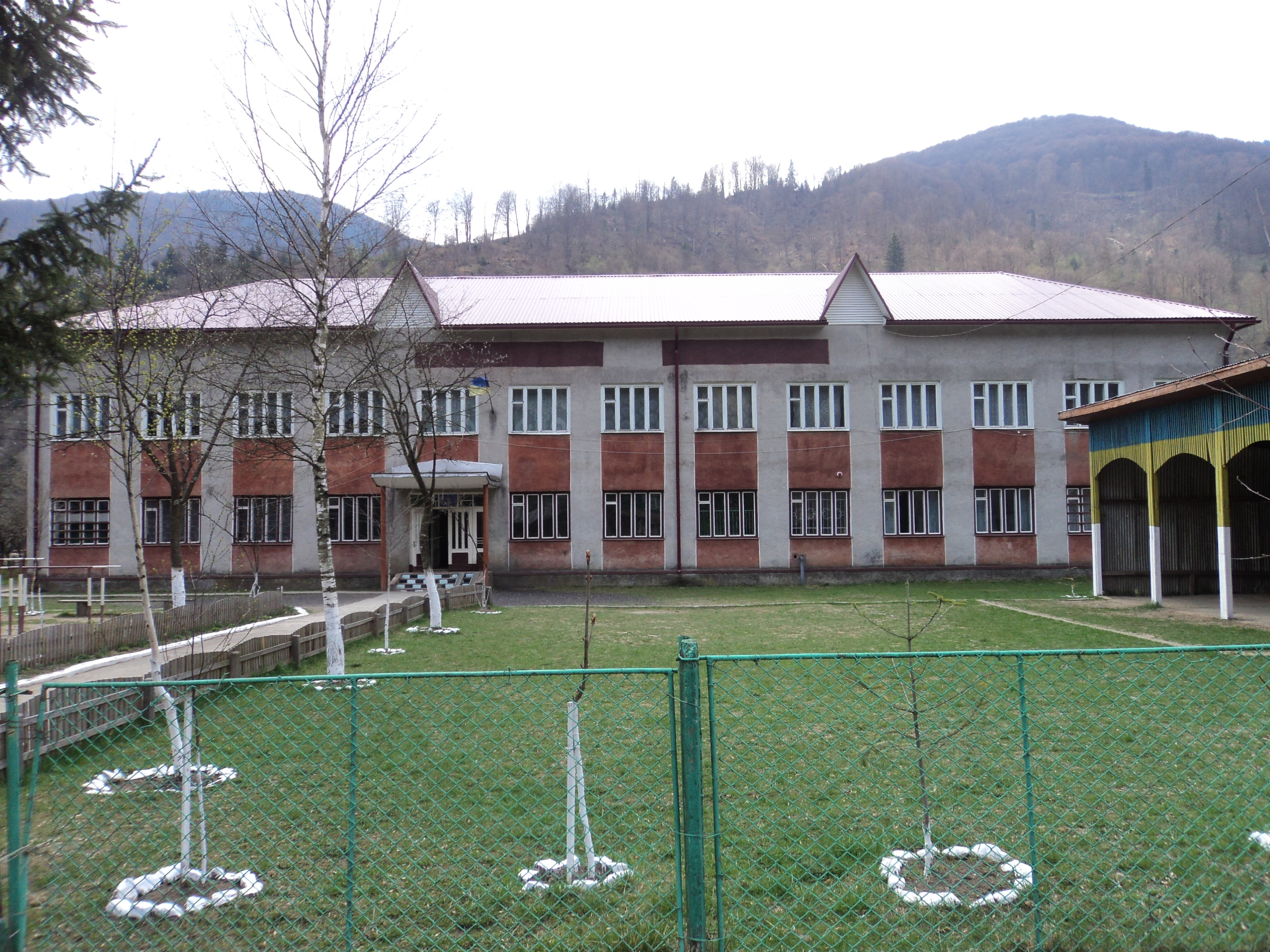
Школа села

1947 рік — заснування руськомокрянської школи (чотири початкові класи у пристосованих хатах вибулих німців).
1955 рік — запровадження семирічної школи на зміну старій, яка у 1962 році стала восьмирічною.
У 1972—1975 роках — зведення корпусу нової школи.
За часи незалежності восьмирічну школу реорганізовали в загальноосвітню школу І-ІІ ступенів.
У 1946 році відкрито сільську бібліотеку у будівлі сільської ради, де організовувались громадські організації, клубно-бібліотечні ради, тощо.

## Релігія та храми

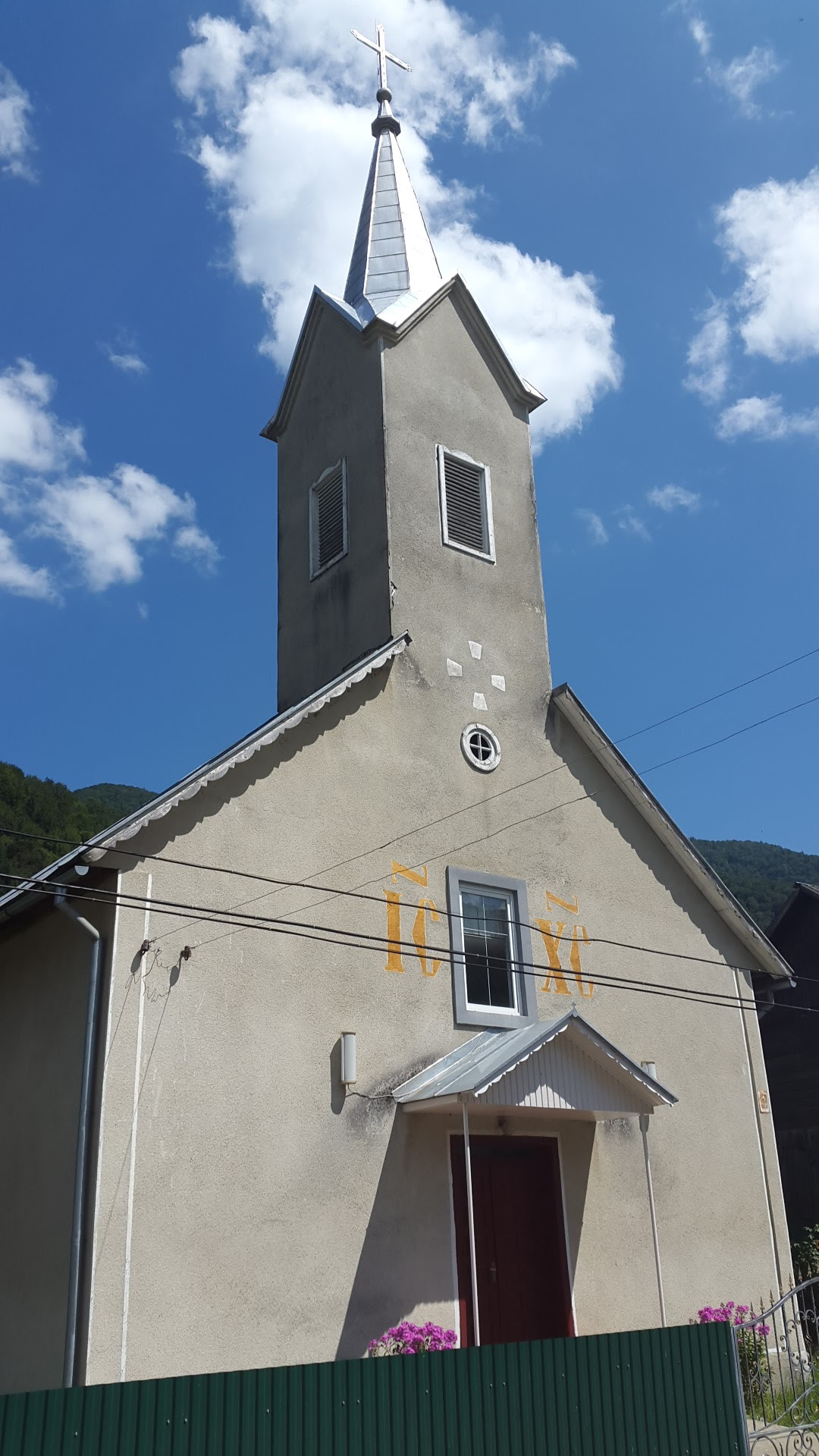
Греко-католицька церква «Успіння Пресвятої Богородиці». Головний вхід.

В селі є три конфесії: православна, греко-католицька та Християн Віри Євангельської.

### Церква Успіння пр. богородиці (1935 рік)
У 1801 р. згадують дерев’яну церкву, що розпадалася і не підлягала ремонту. Того ж року уряд подав проект і кошторис на будівництво нової церкви.
Дерев’яна церква, споруджена в 1826 p., належала до невеликої групи церков верхів’я Тересви, збудованих під впливом будівельних традицій місцевих німців-колоністів.
Церква згоріла 1971 р. У 1972 р. у подібному стилі спорудили дерев’яну православну церкву.
Комуністичне керівництво закрило на це очі, домовившись, що споруда буде без вежі. Вежу збудували аж у 1989 р. До 1998 р. зберігалася каркасна дерев’яна дзвіниця, що стояла коло старої церкви.
На початку 1990-х років місцеві греко-католики перебрали колишню римо-католицьку церкву, перетворену за радянської влади на клуб.
Упродовж 1998 – 1999 років вірники відремонтували приміщення, пофарбували церкву в інтер’єрі, перекрили дахи. Різьбярську роботу виконав Юрій Бурса, малювання ікон та настінних композицій забезпечив Василь Романів з Хуста, гіпсову ліпнину в інтер’єрі зробив Вадим Мордвінов, а два майстри з Вонігова збудували за планом священика нову вежу. Все це стало можливим завдяки великій організаційній роботі пароха Петра Креніцкого. Відновлений храм Успіння пр. Богородиці освятив 7 листопада 1999 р. єпископ Іван Маргітич у присутності священиків Янка Лемеша та Івана Чейпеша.

### Церква Вознесіння Господнього (1973 рік)
Будувати дерев’яну церкву Успіння православна громада почала в 1928 p., але до кінця 1930-х років споруду не було повністю завершено.
З приходом радянської влади будівлю зняли з обліку в 1953 році і розібрали. Стара дерев’яна греко-католицька церква, збудована під впливом архітектурних традицій місцевих німців, служила православній громаді, але в 1971 р. згоріла.
У 1972 р. місцеві майстри Михайло Іванишин та Іван Менджул збудували подібної форми нову дерев’яну церкву. Комуністичне керівництво якось прогледіло цей нечуваний крок і в 1973 р. вимушене було дати дозвіл на спорудження молитовного будинку, але заборонило ставити вежу, яку збудували аж у 1989 р.
У 1991 р. зовнішні стіни поштукатурили, а потім поставили ще кілька цибулястих куполів. Просту каркасну дзвіницю, що залишилася від старої церкви, замінили на нову в 1998 р.

## Рекреація і туризм
На території села є 5 мінеральних джерел з корисними для здоров'я людей властивостями, а також три туристичні комплекси: «Діана», «Ялинка» та «Карпати».
Найбільш дощовий населений пункт Карпат з річним показником опадів 2238 мм.
У травні 2008 року на території села розпочав свою діяльність гостинний двір "BergWind". В гостинному дворі частими гостями є люди з України, Австрії, Німеччини, Чехії, Польщі,а також з Нідерландів, Білорусі, Словаччини, Литви, Естонії, Франції, Фінляндії.

## Видатні люди села
- Михайло Федорович Країло — делегат Першого з'їзду народних комітетів Закарпаття, перший голова села;
- Михайло Іванович Менджул — професор, доктор біологічних наук;
- Василь Михайлович Країло — начальник військового госпіталю, доктор медичних наук;
- Михайло Іванович Країло — голова Тячівської районної ради, голова Закарпатської обласної ради і облвиконкому, Представник Президента України в Закарпатській області[1].

## Фотогалерея

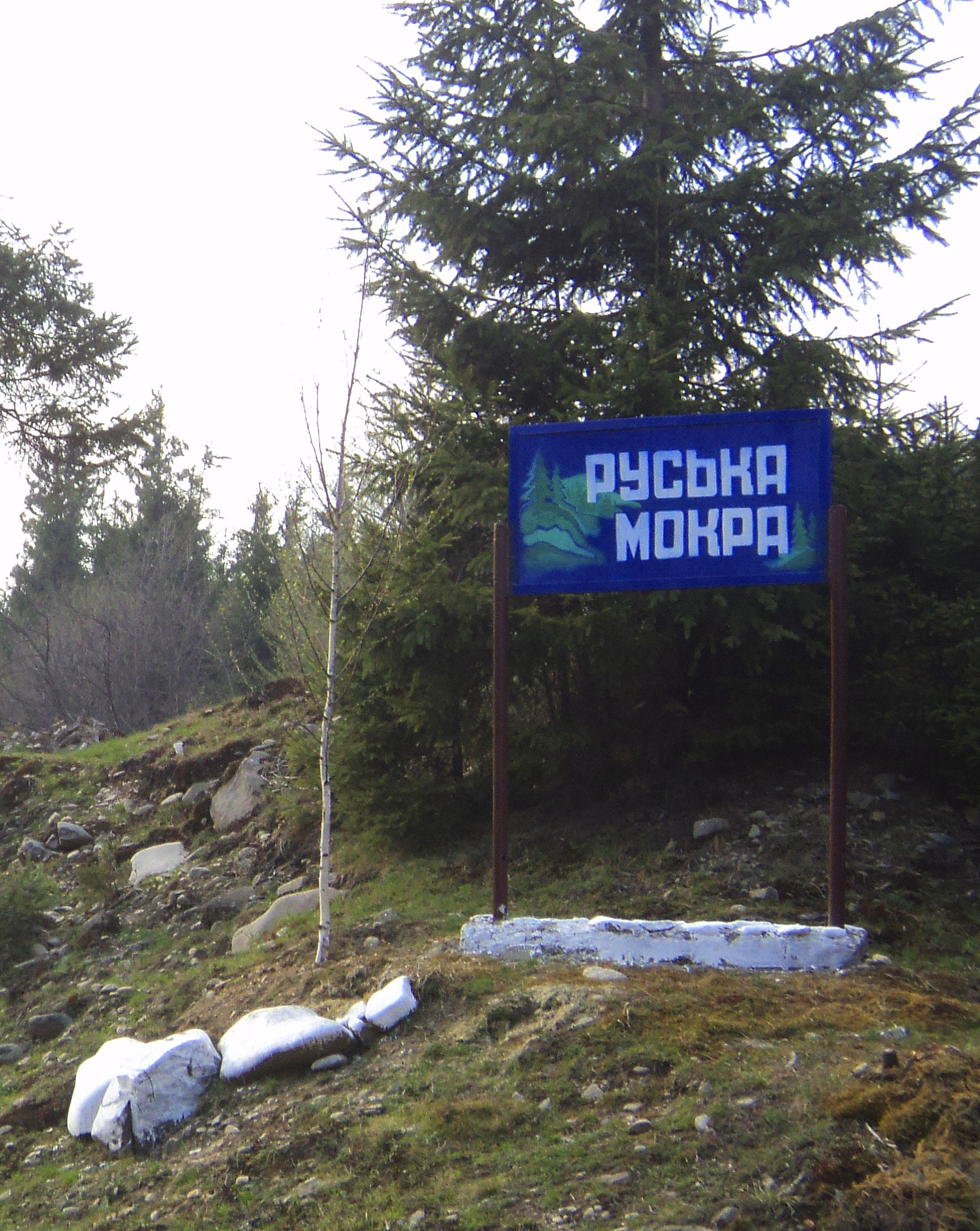
При в'їзді в Руську Мокру
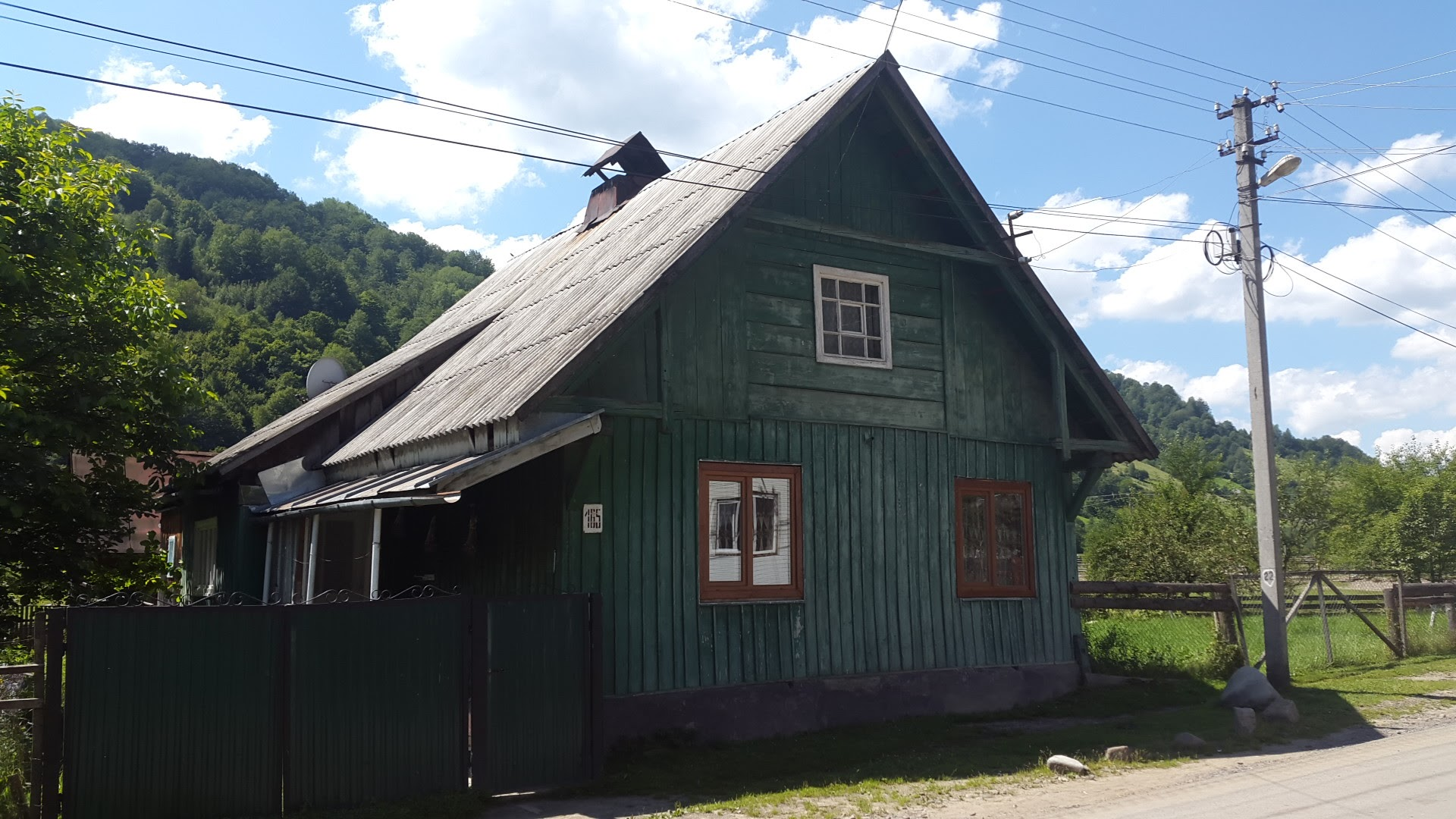
Типова селянська хижа
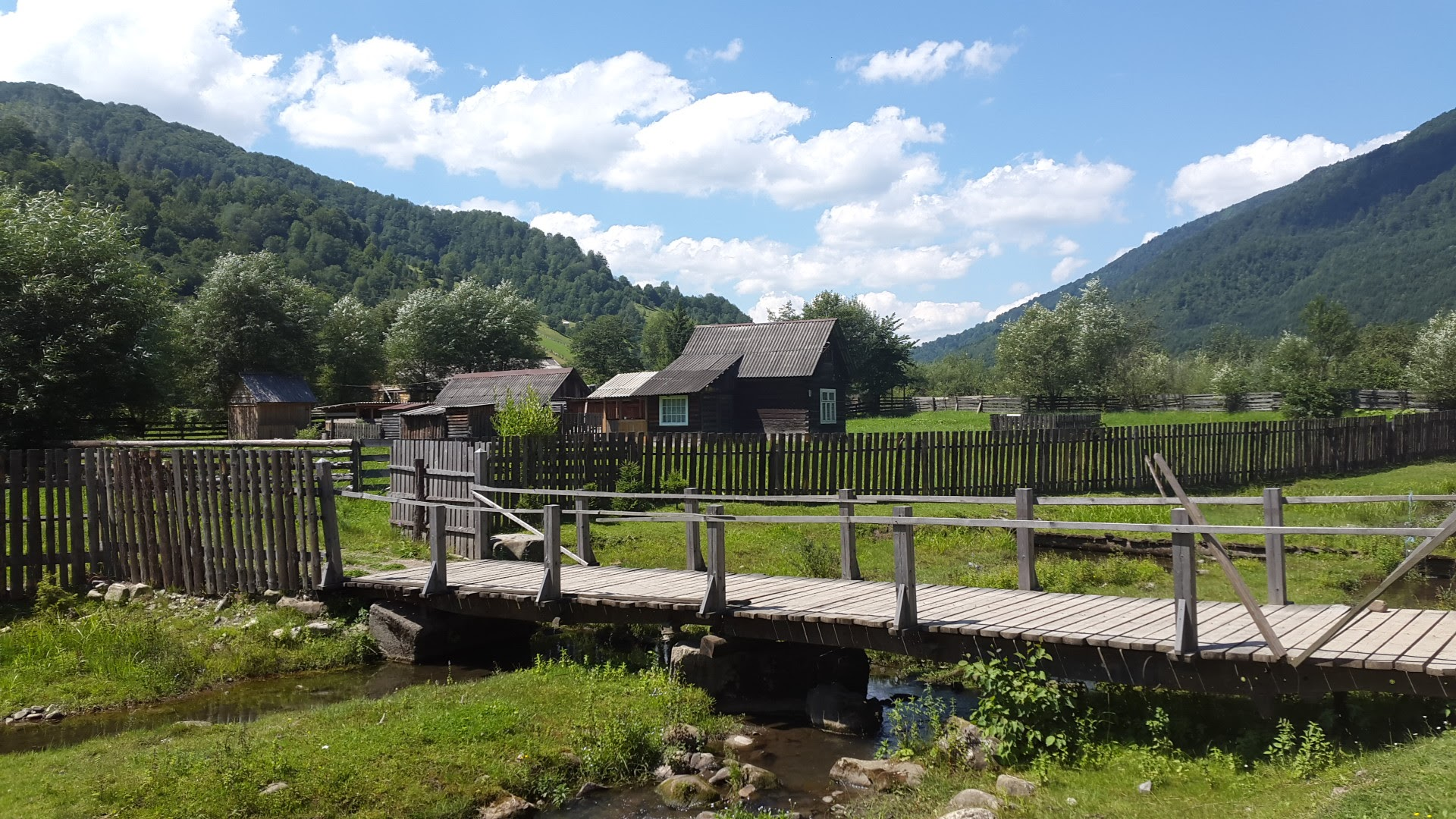
Мостик через річку Мокрянку
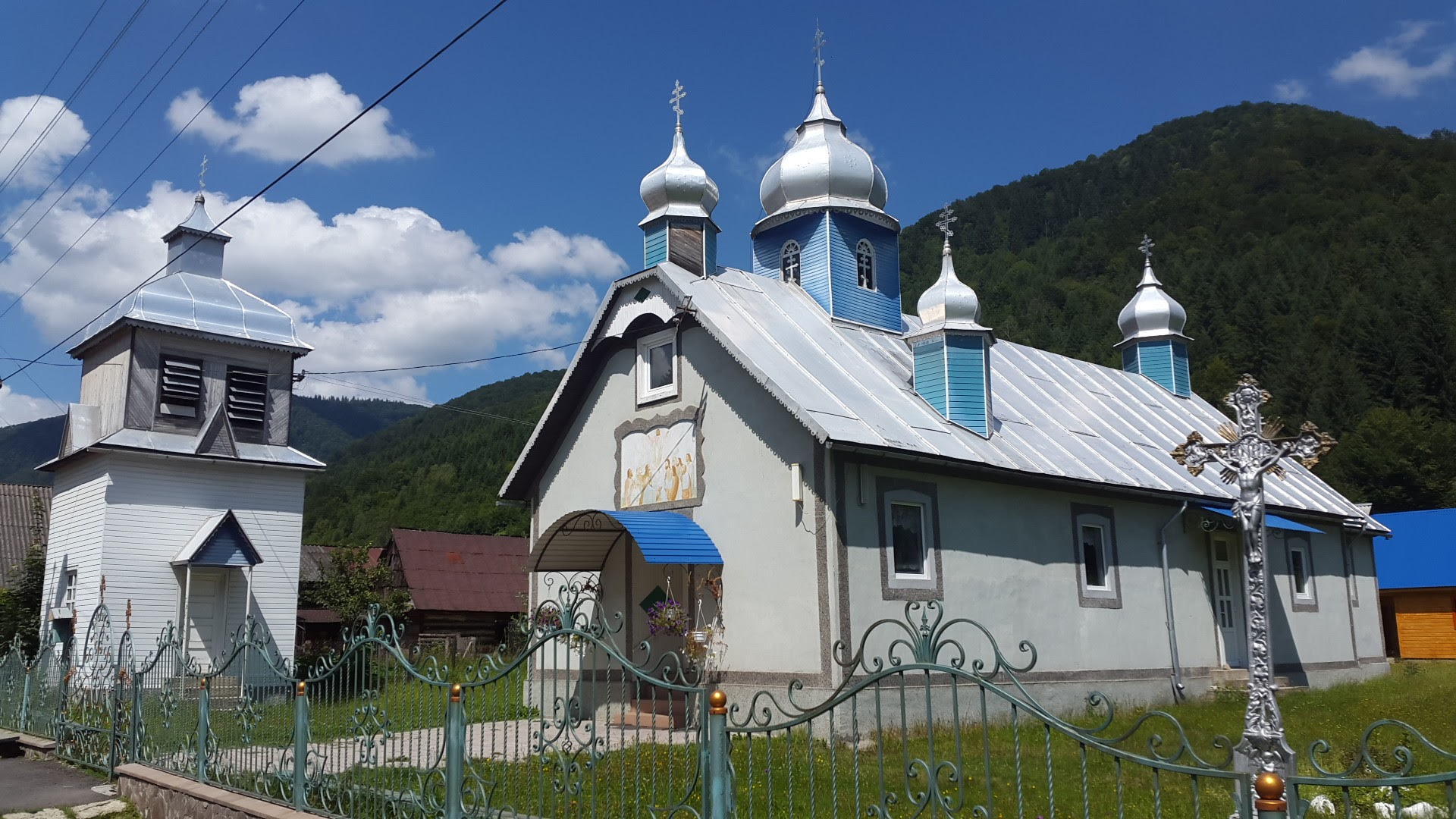
Православна церква (панорама)
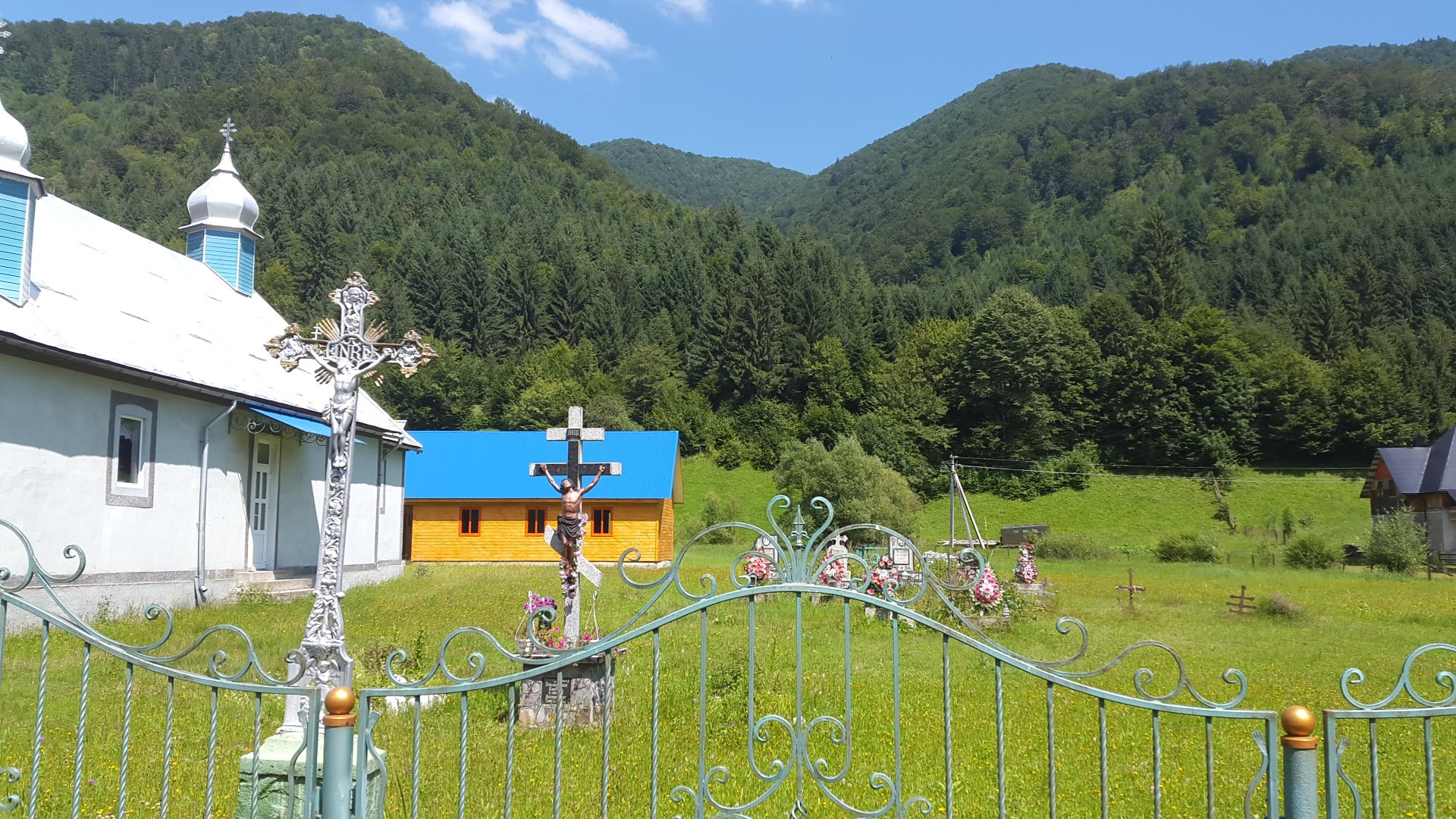
Цвинтар на подвір'ї православної церкви
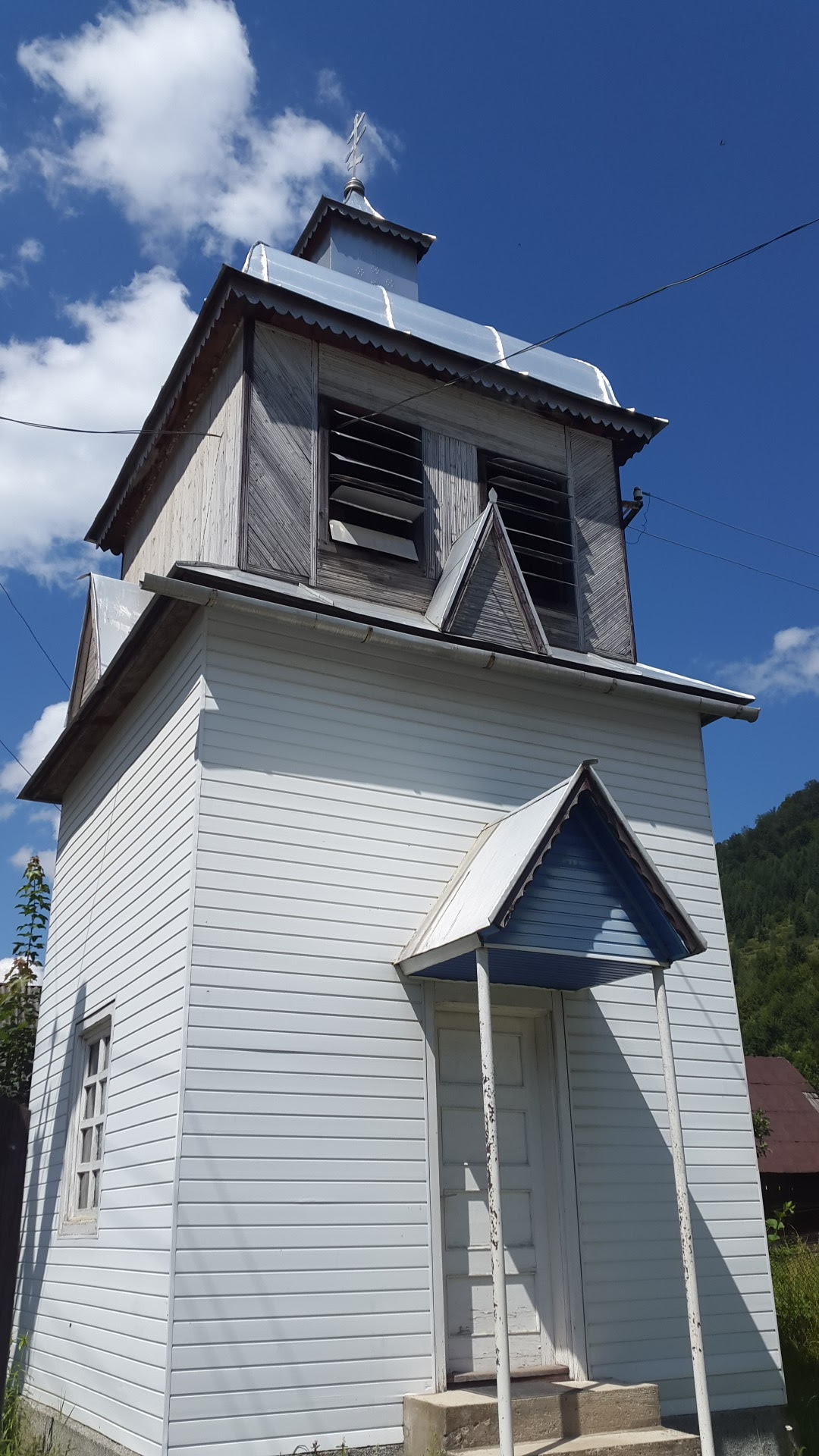
Православна церква. Дзвіниця
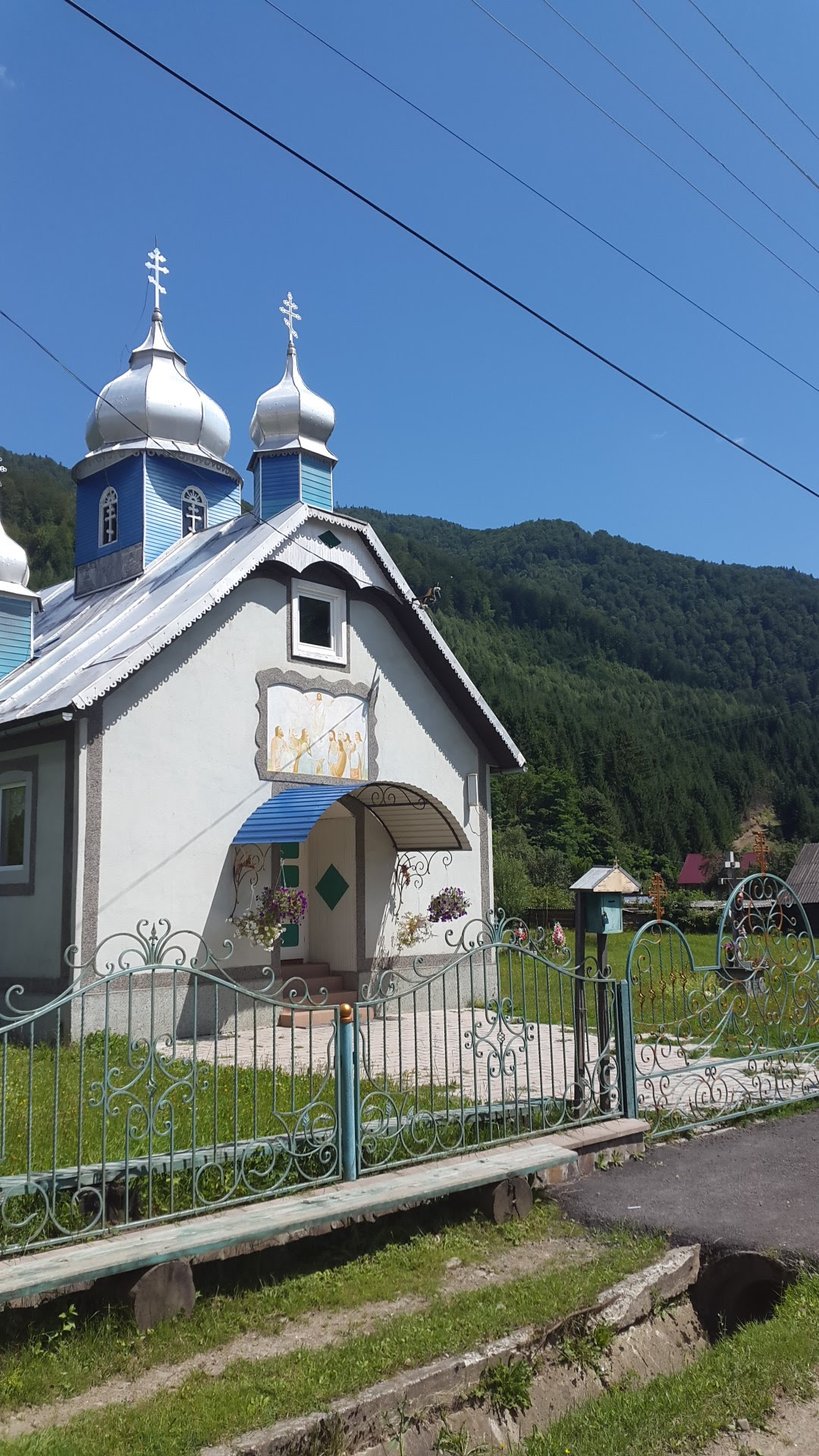
Православна церква. Головний вхід
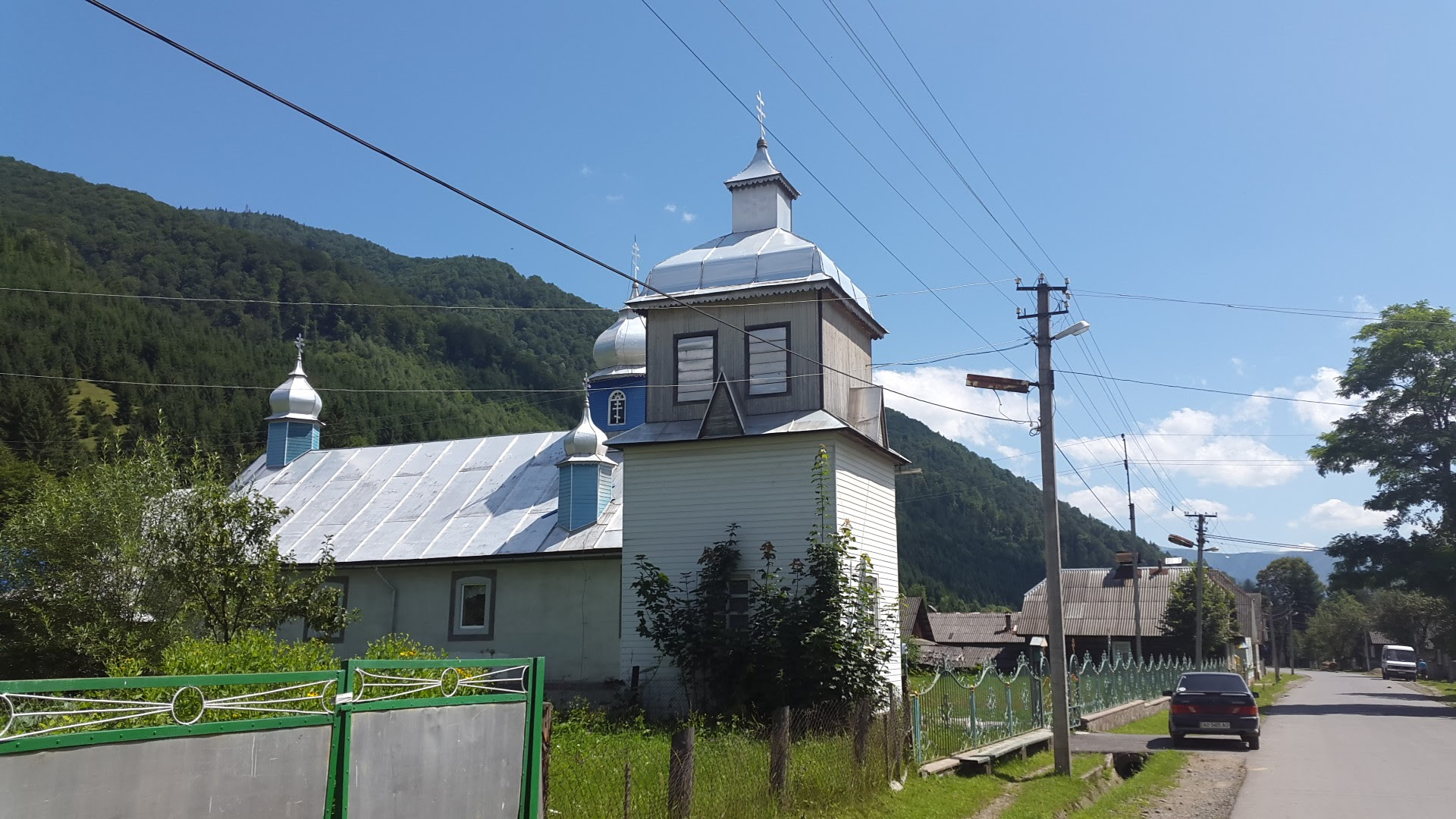
Православна церква. Вид збоку
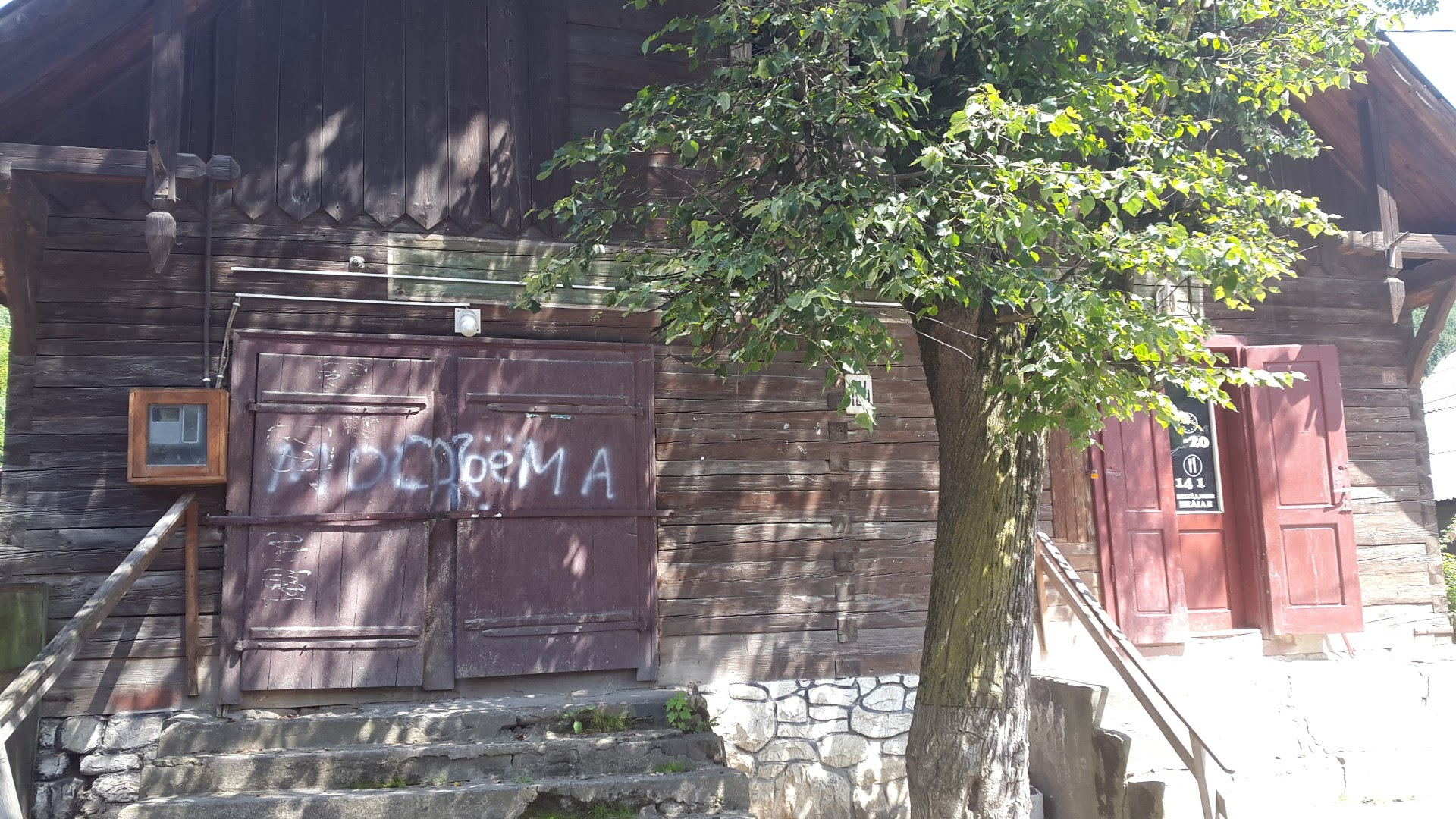
Колишнє приміщення поштового відділення
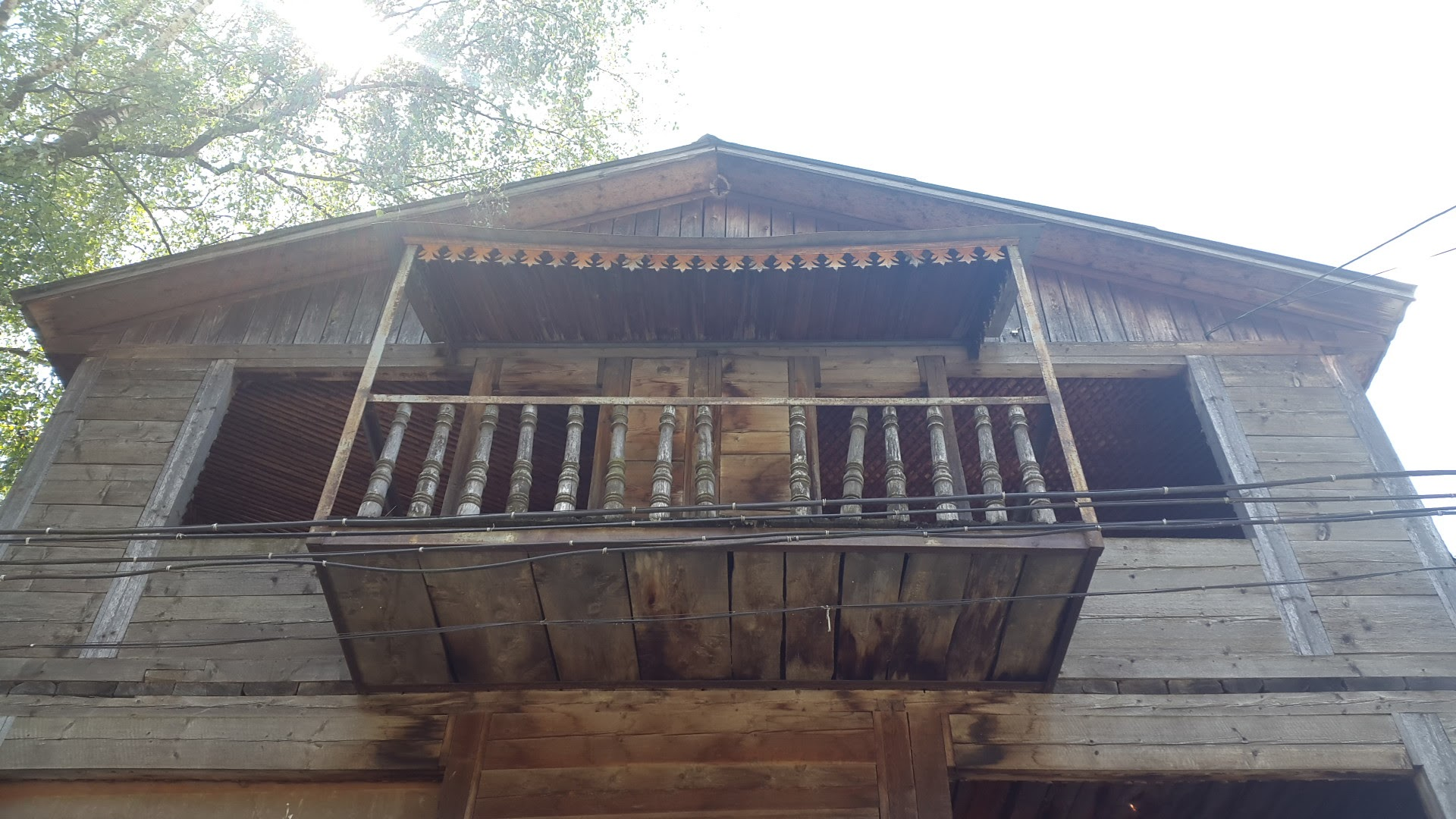
Балкон з дерева
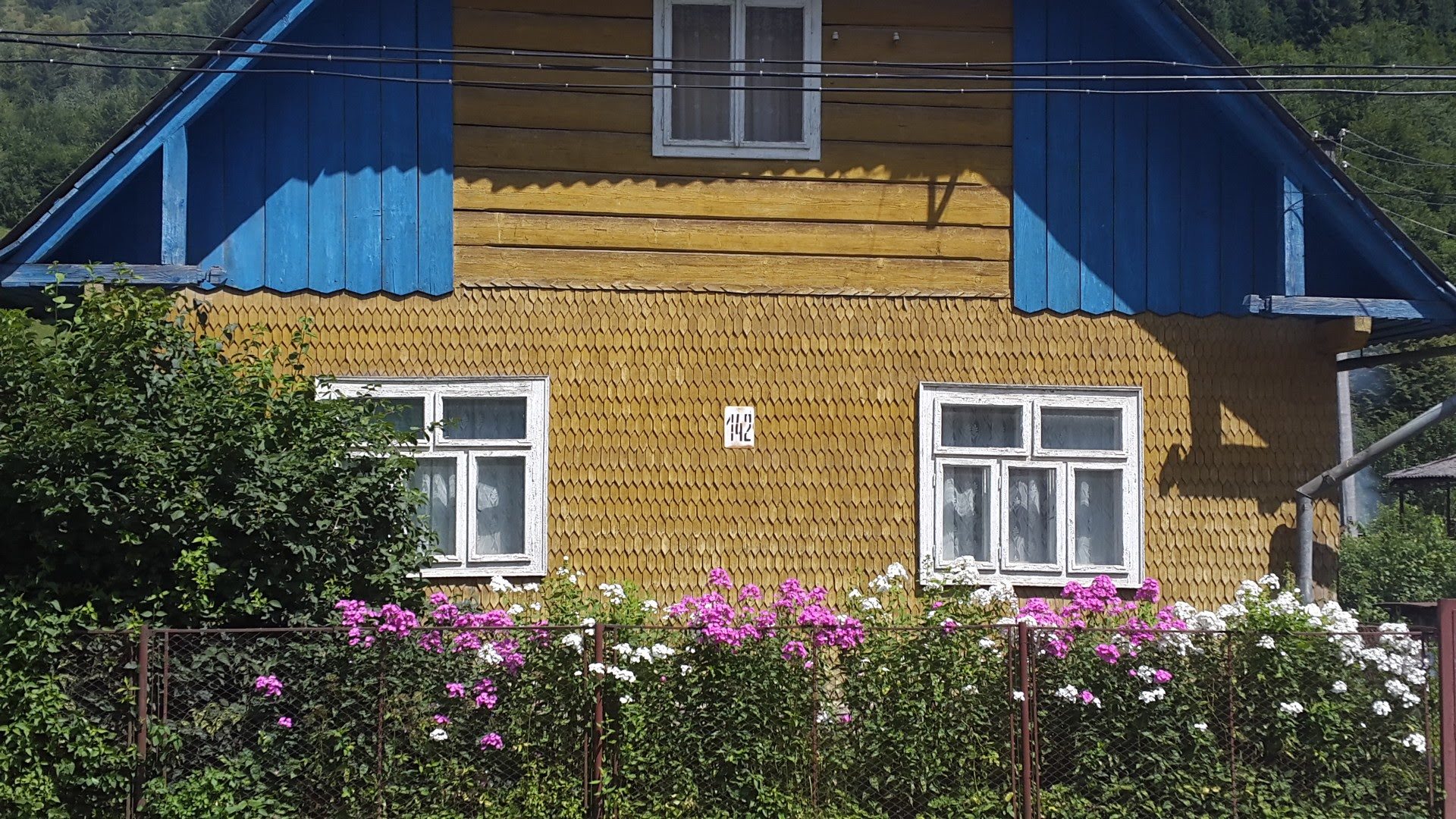
Патріотичний колір будинку
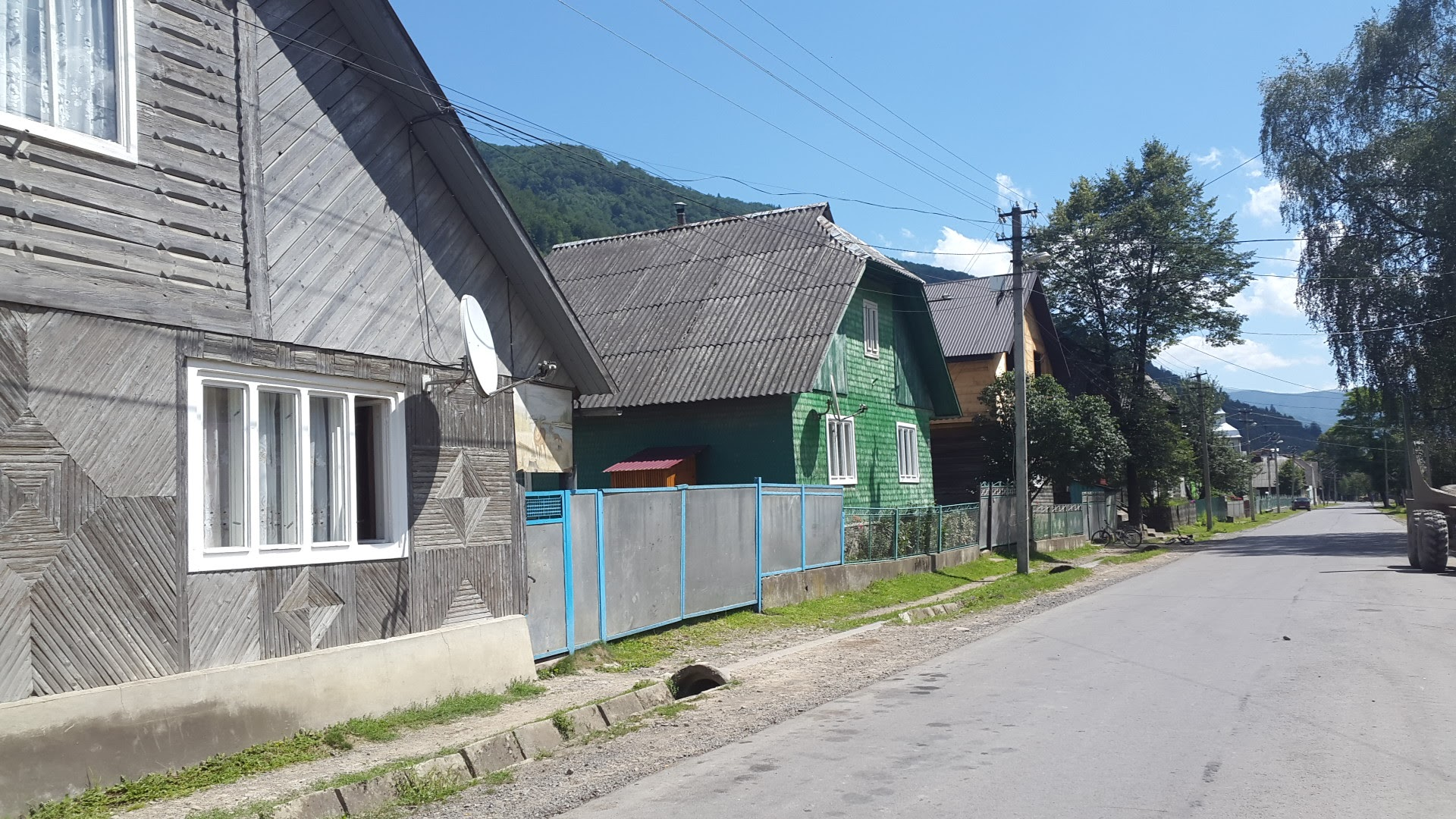
На центральній вулиці села
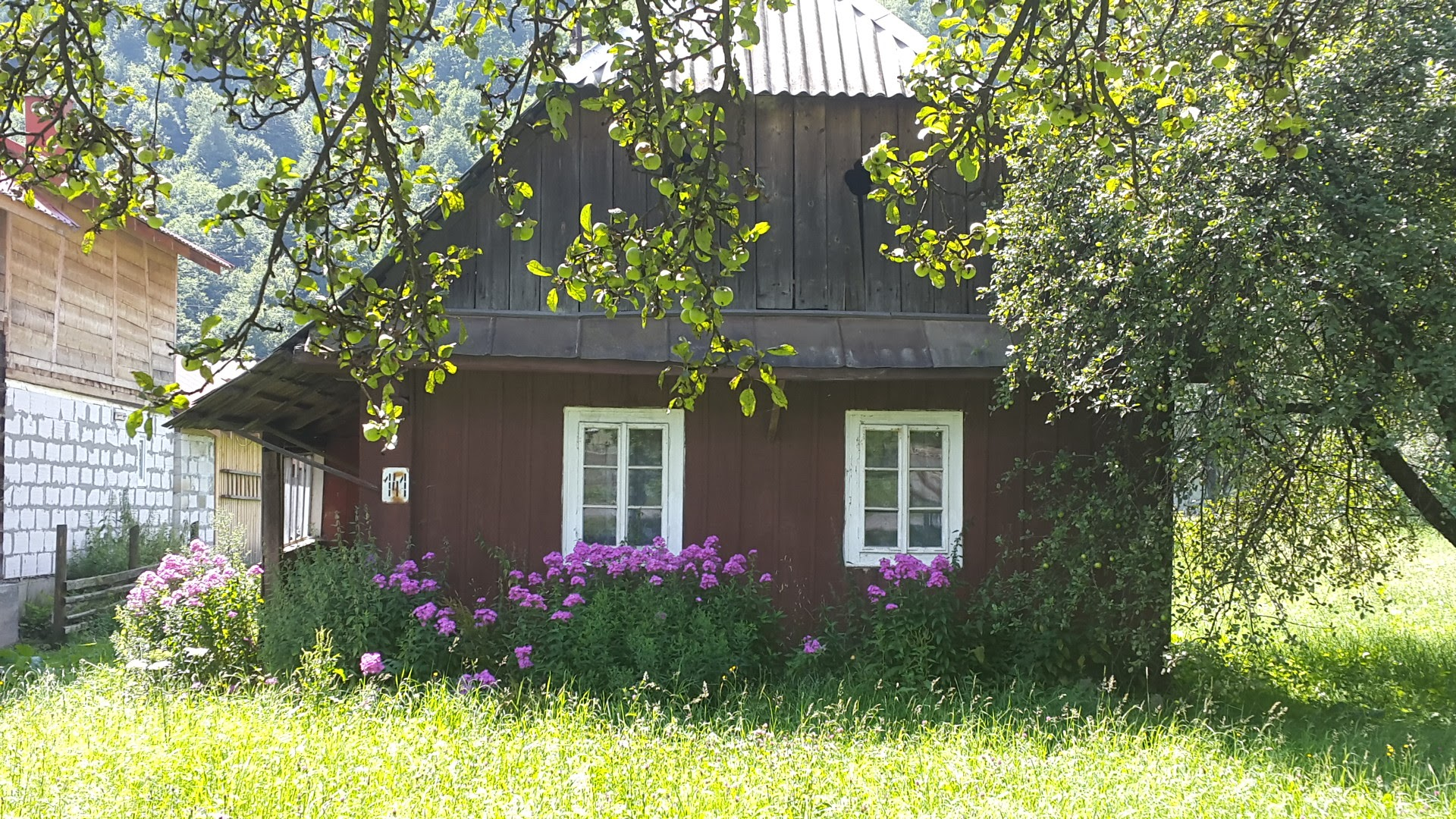
Двір у квітах
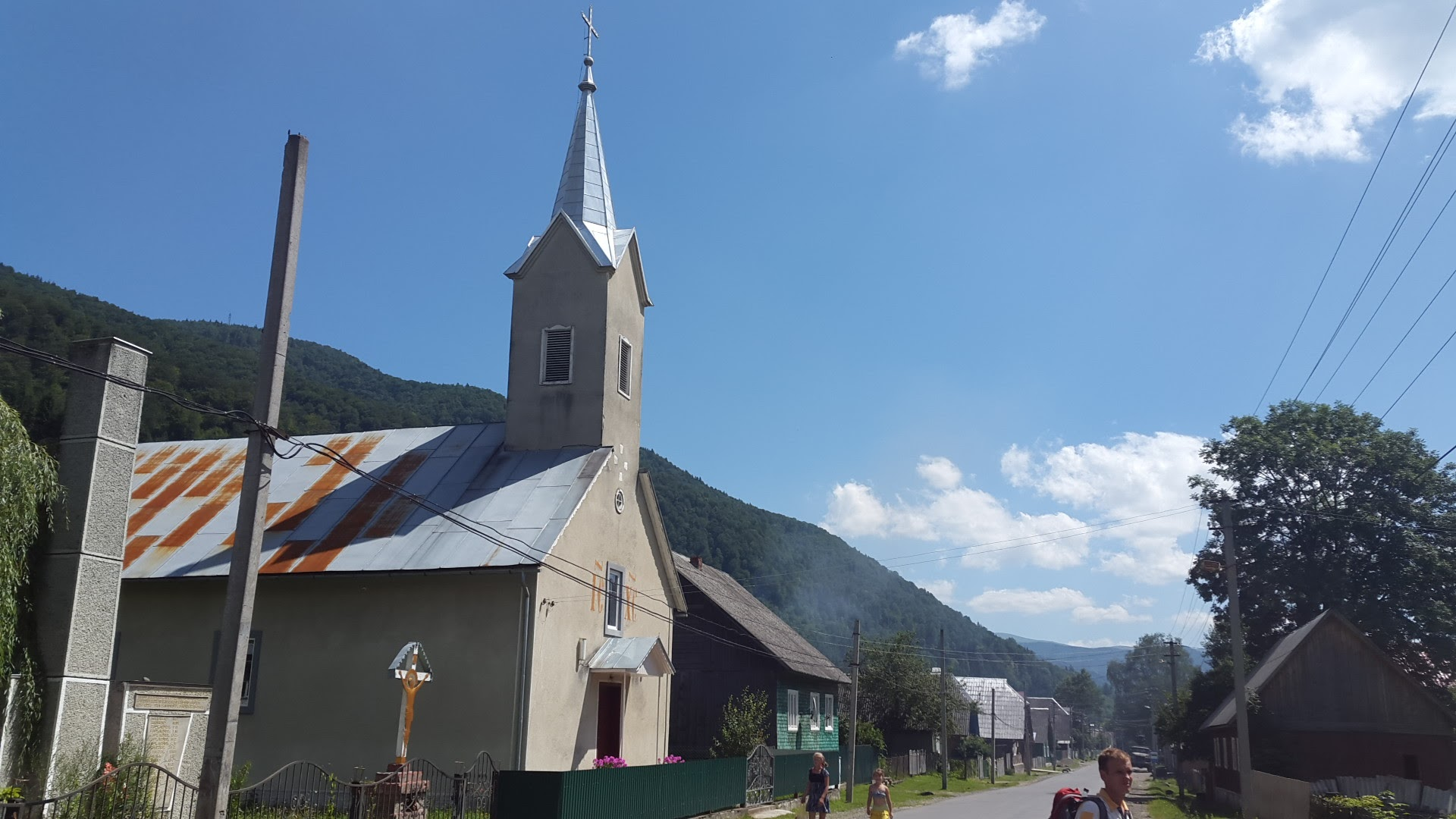
Церква і обеліск солдатам, які загинули під час Другої світової війни
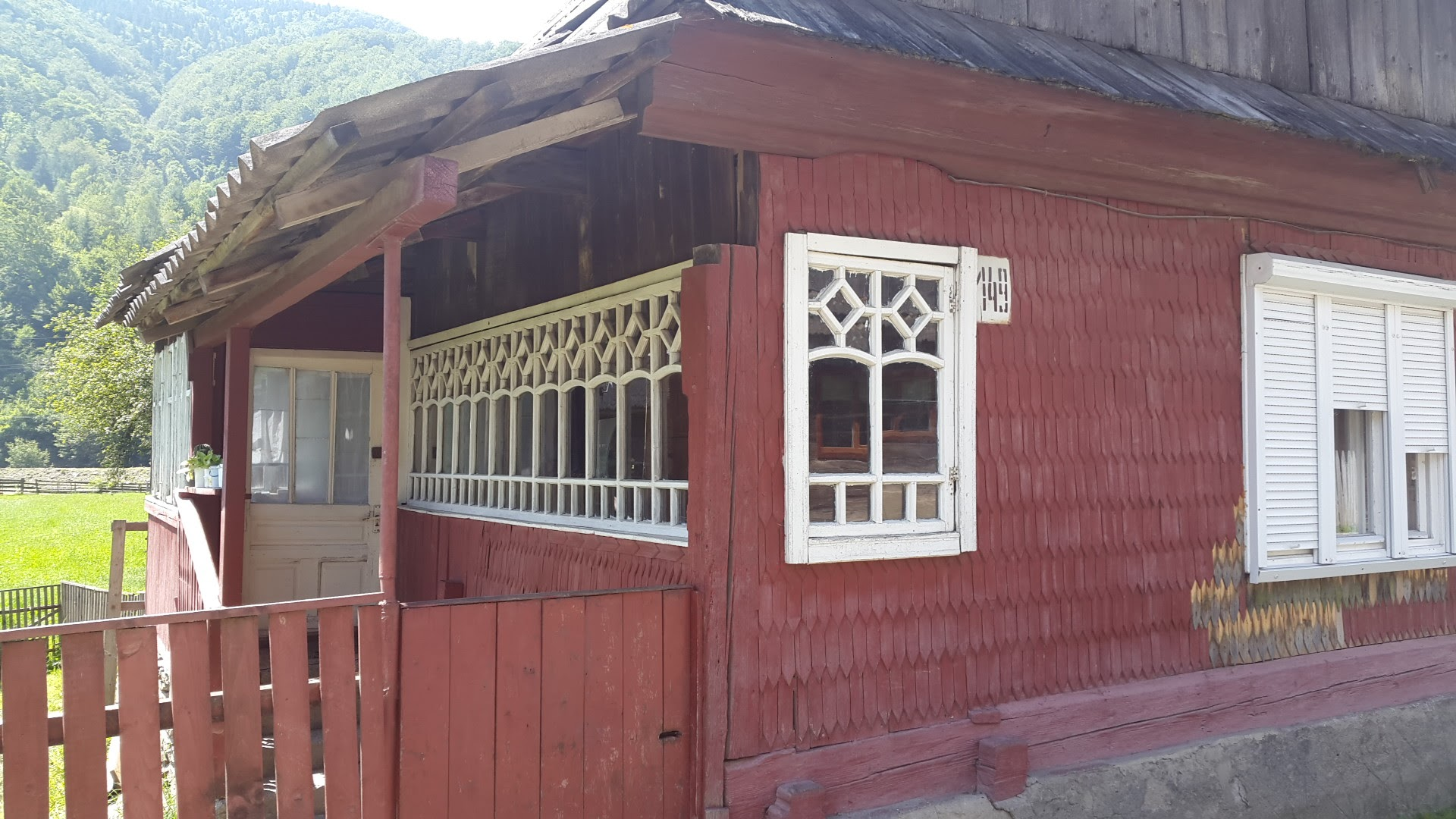
Веранда одного з будинків
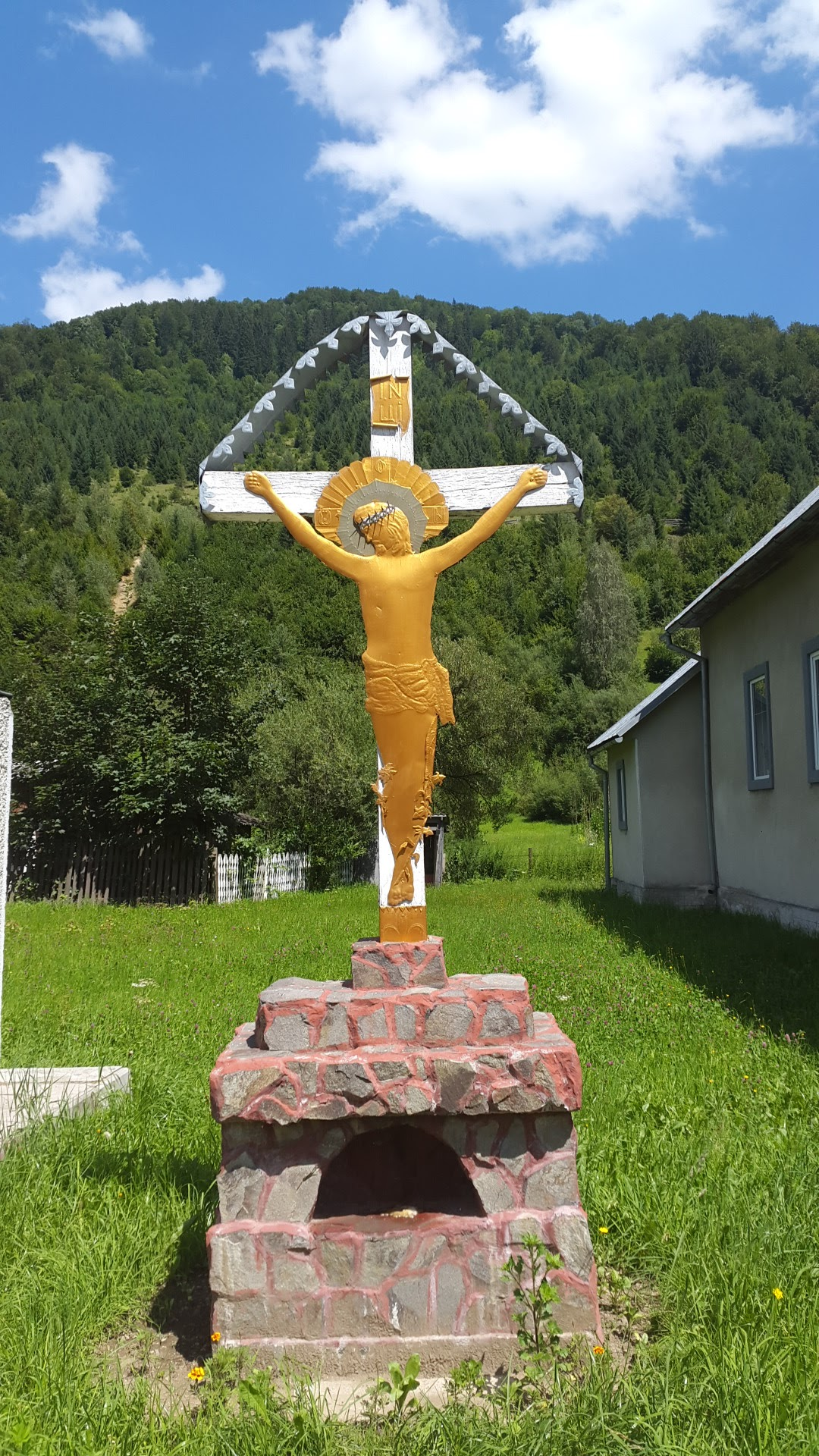
Розп'яття на подвір'ї церкви
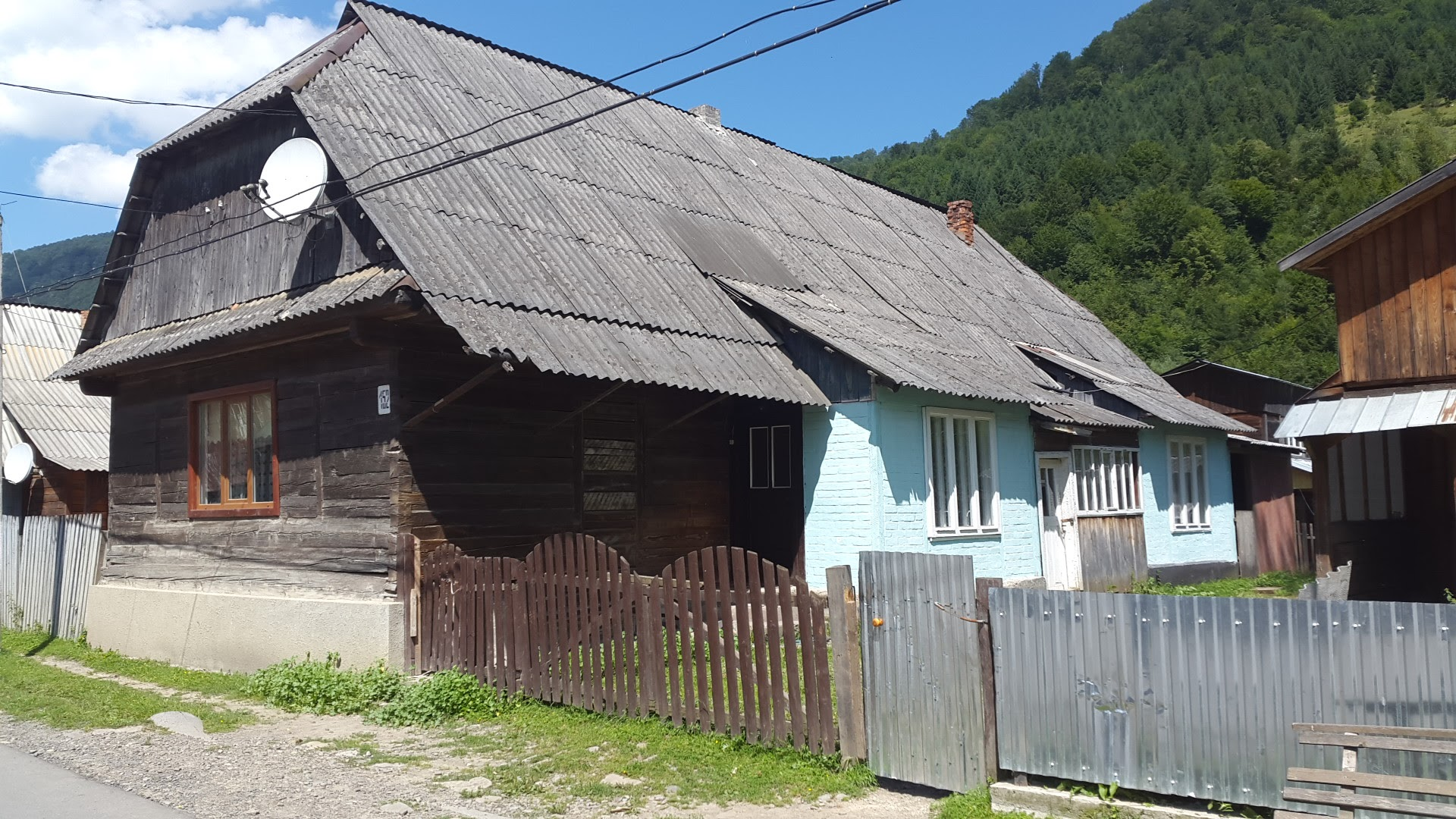
Оселя з дерева в с. Німецька Мокра
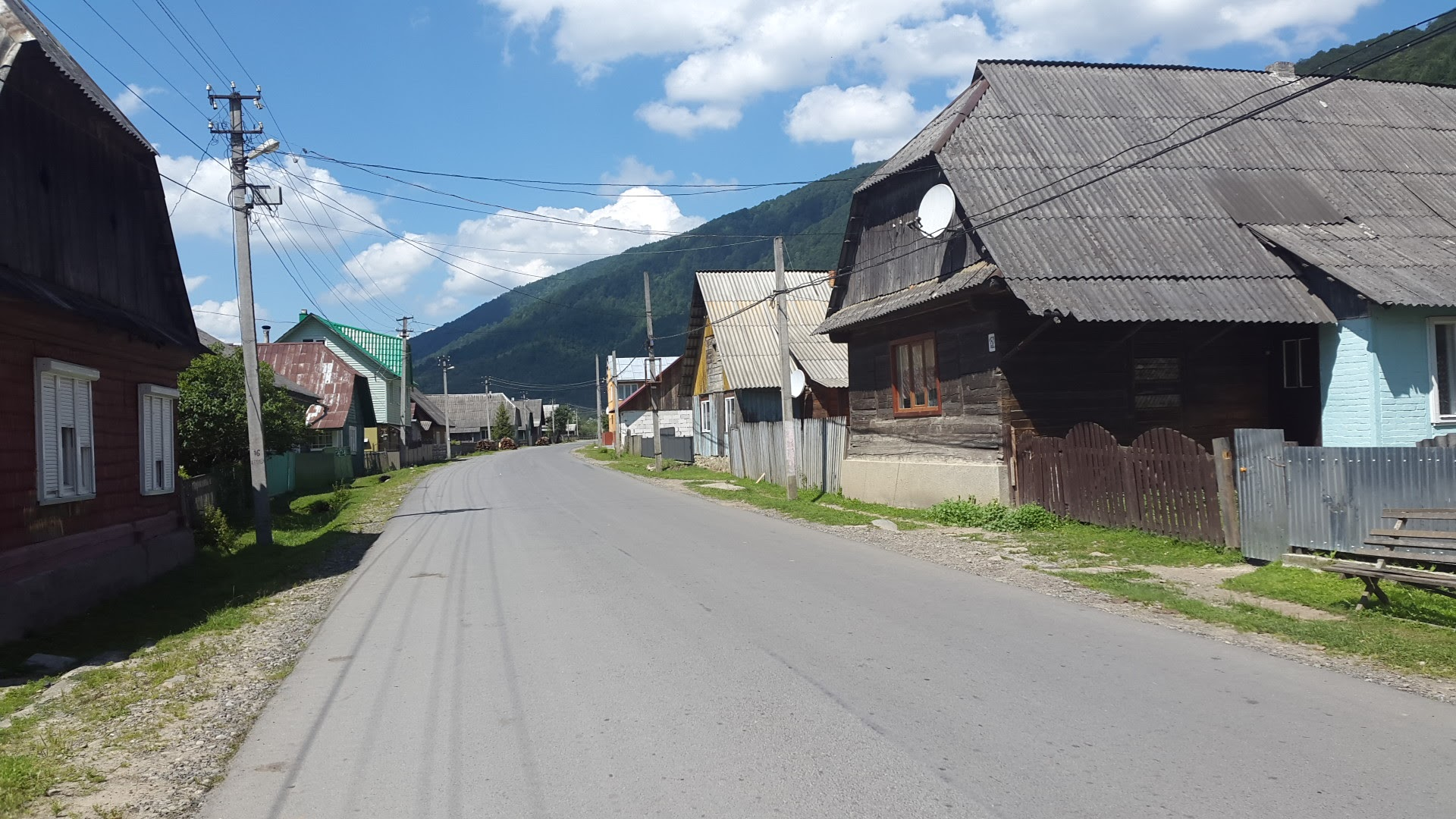
Відтинок дороги на с. Німецька Мокра
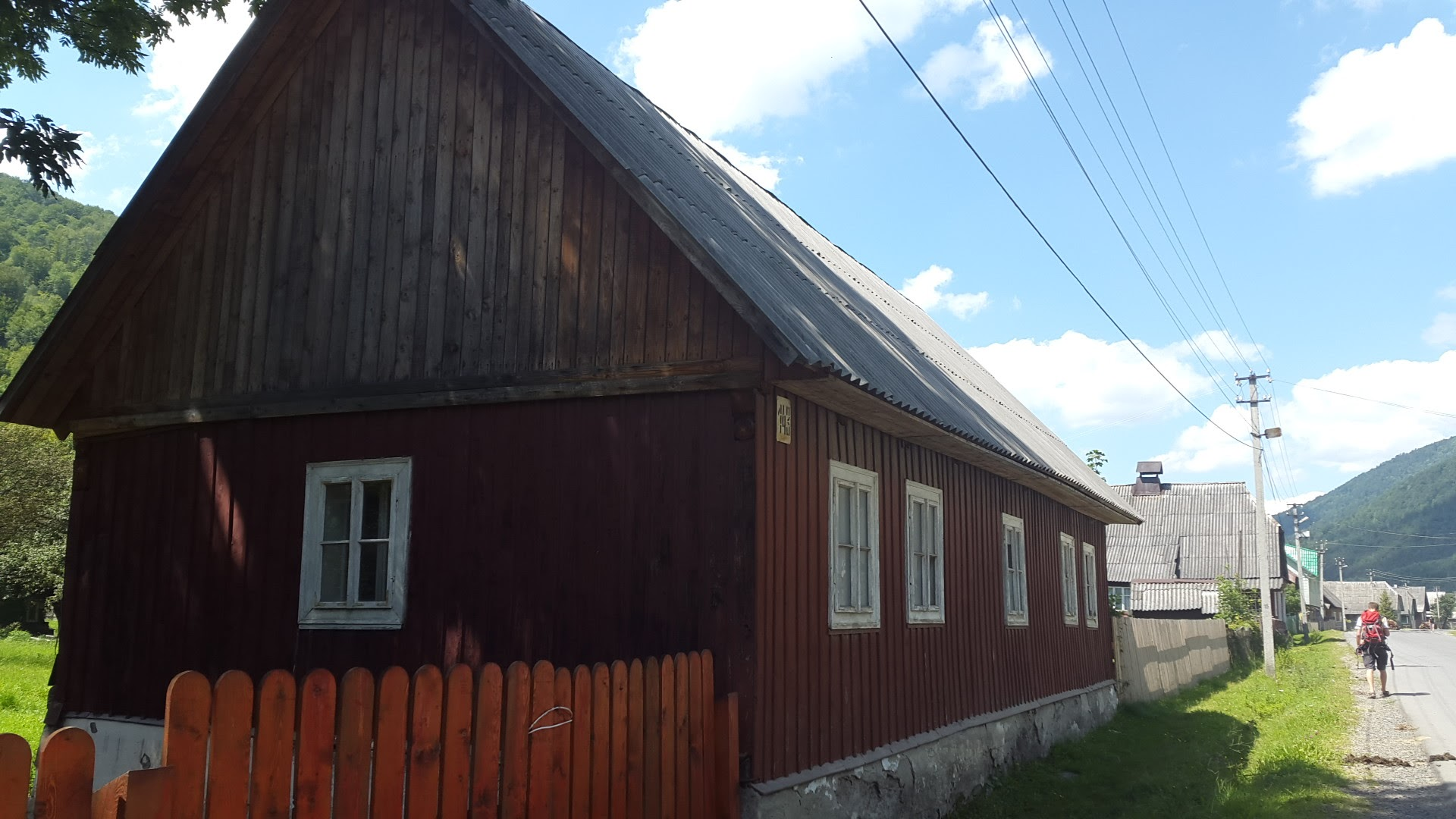
Закинутий будинок в с. Руська Мокра
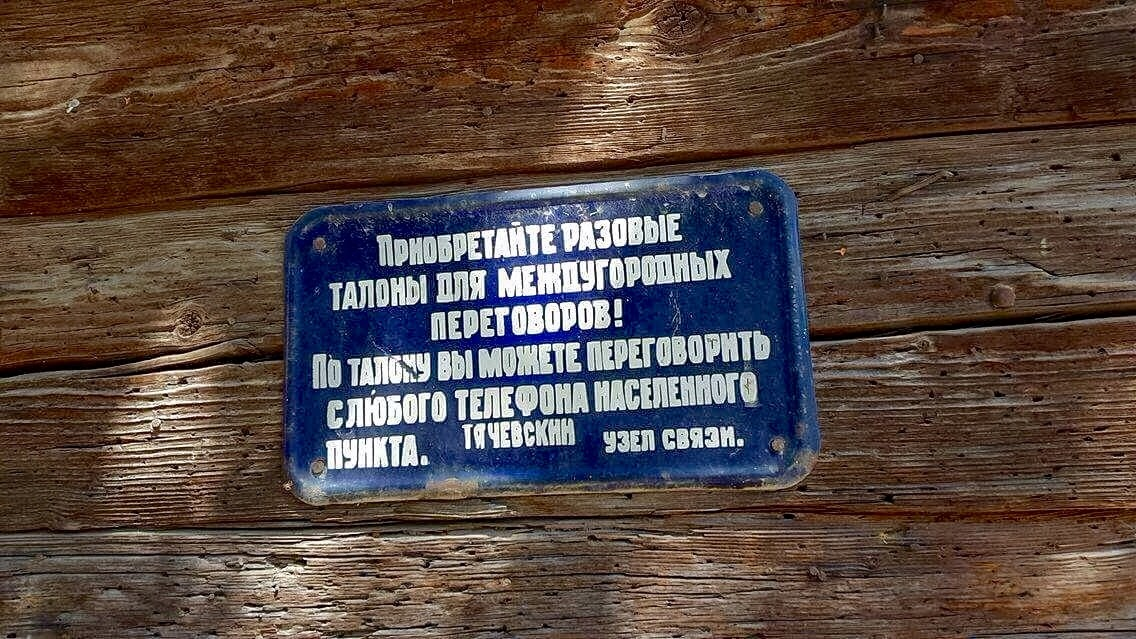
Табличка на будівлі старого поштового відділення
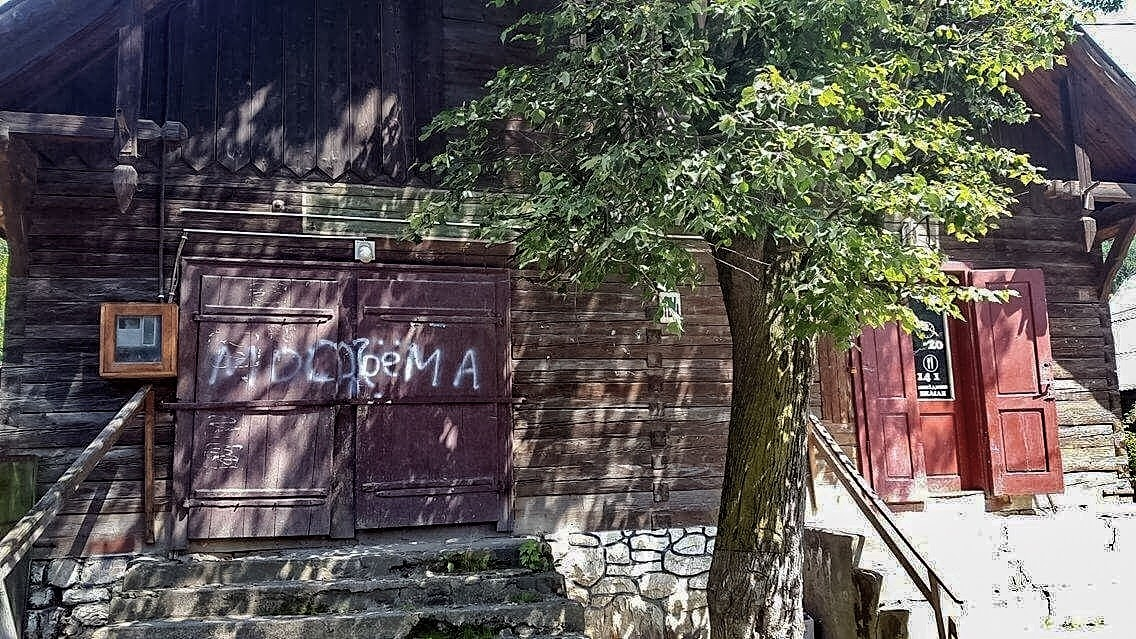
Стара будівля пошти
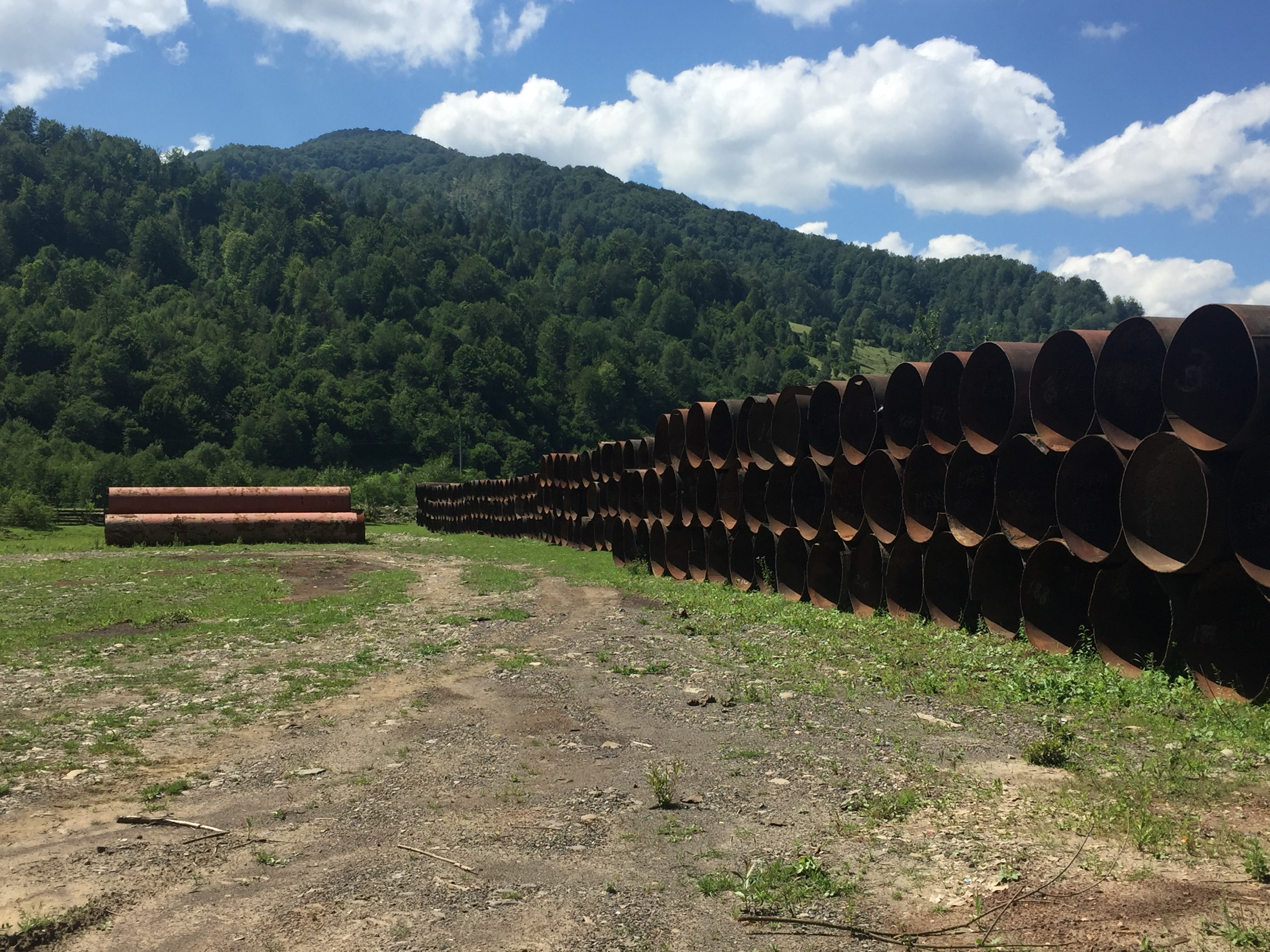
Залишки газопроводу «Дружба»
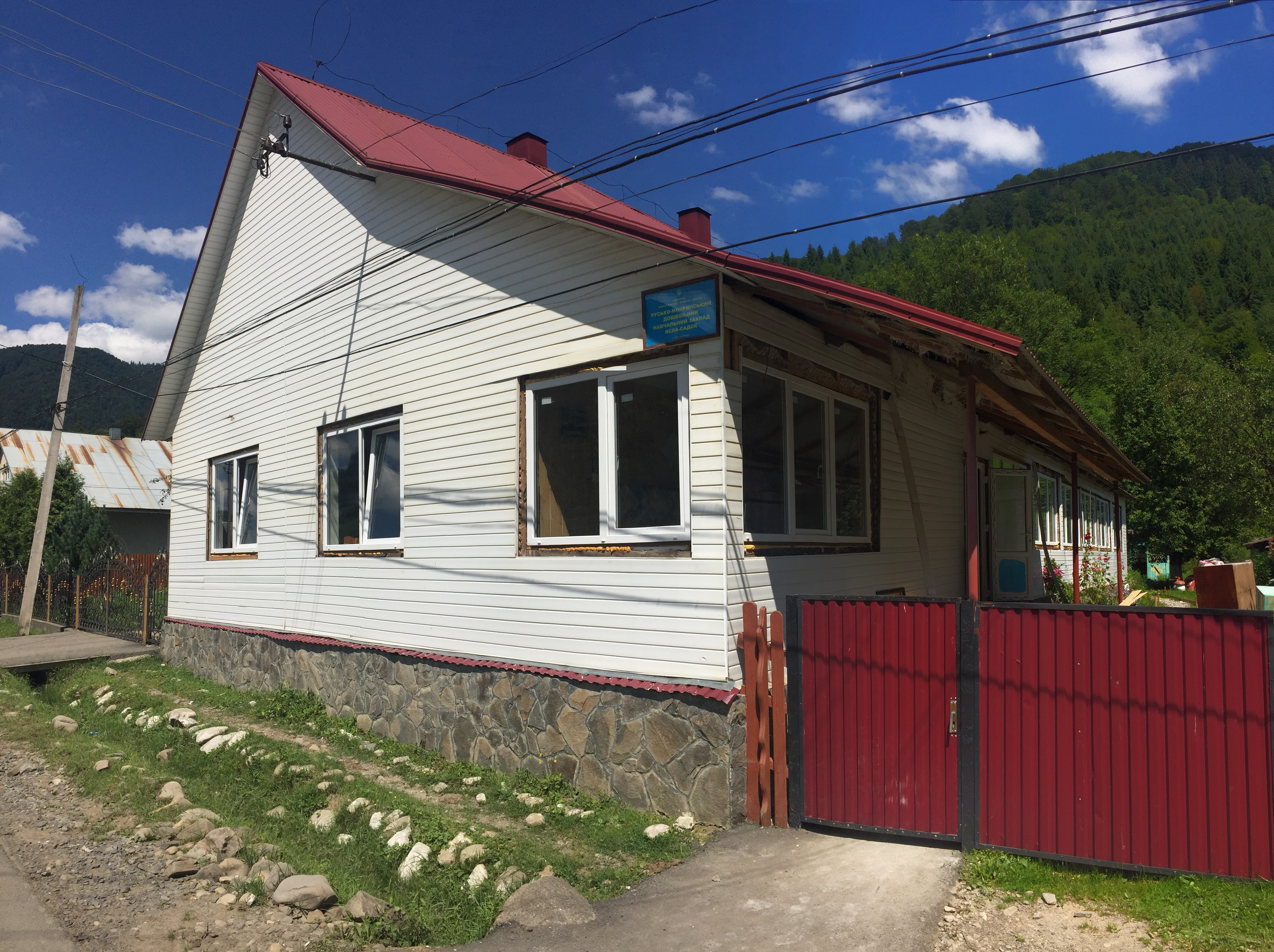
Русько-Мокрянський дошкільний навчальний заклад (ясла-садочок)
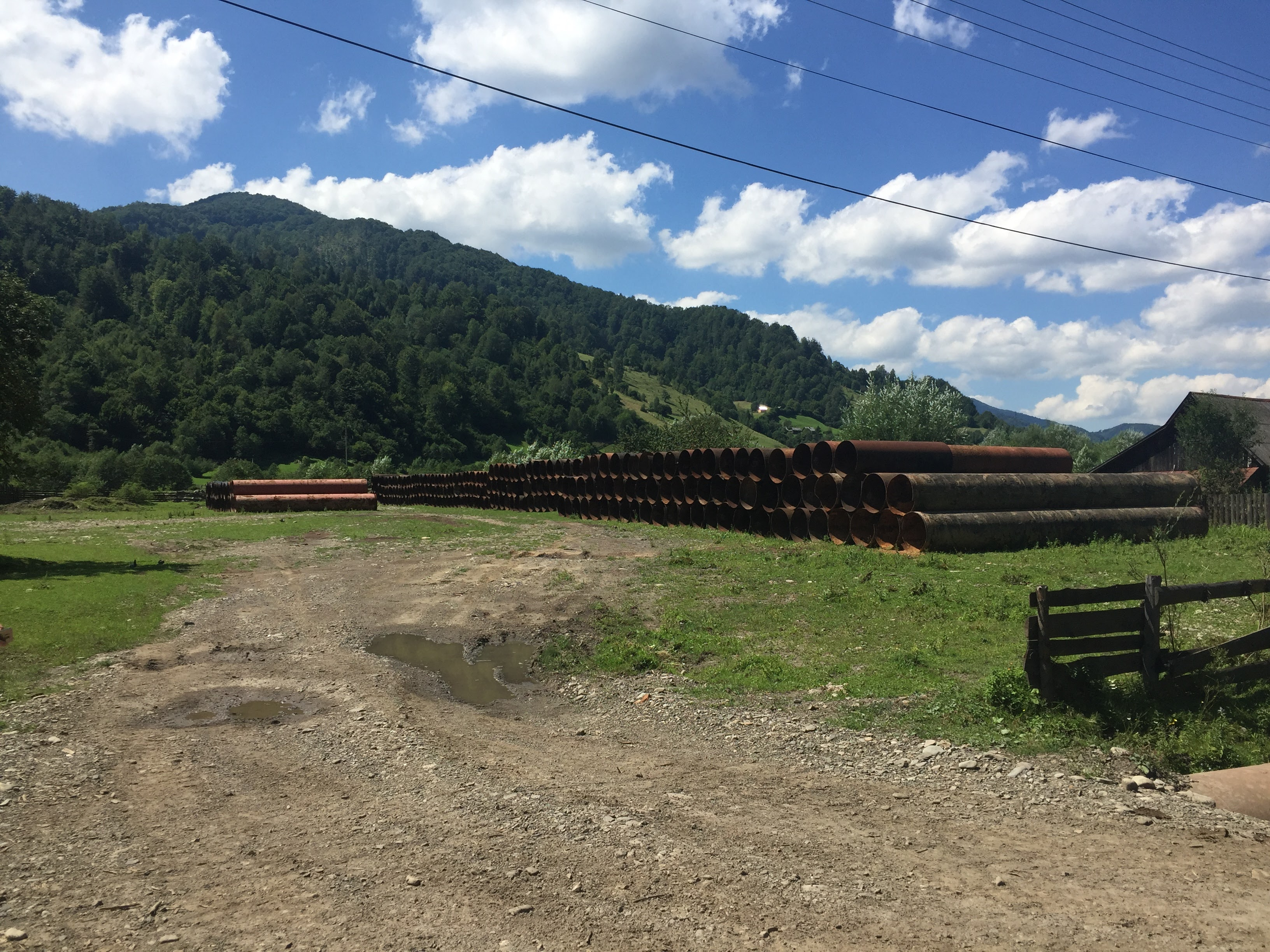
Залишки газопроводу «Дружба» на виїзді з села
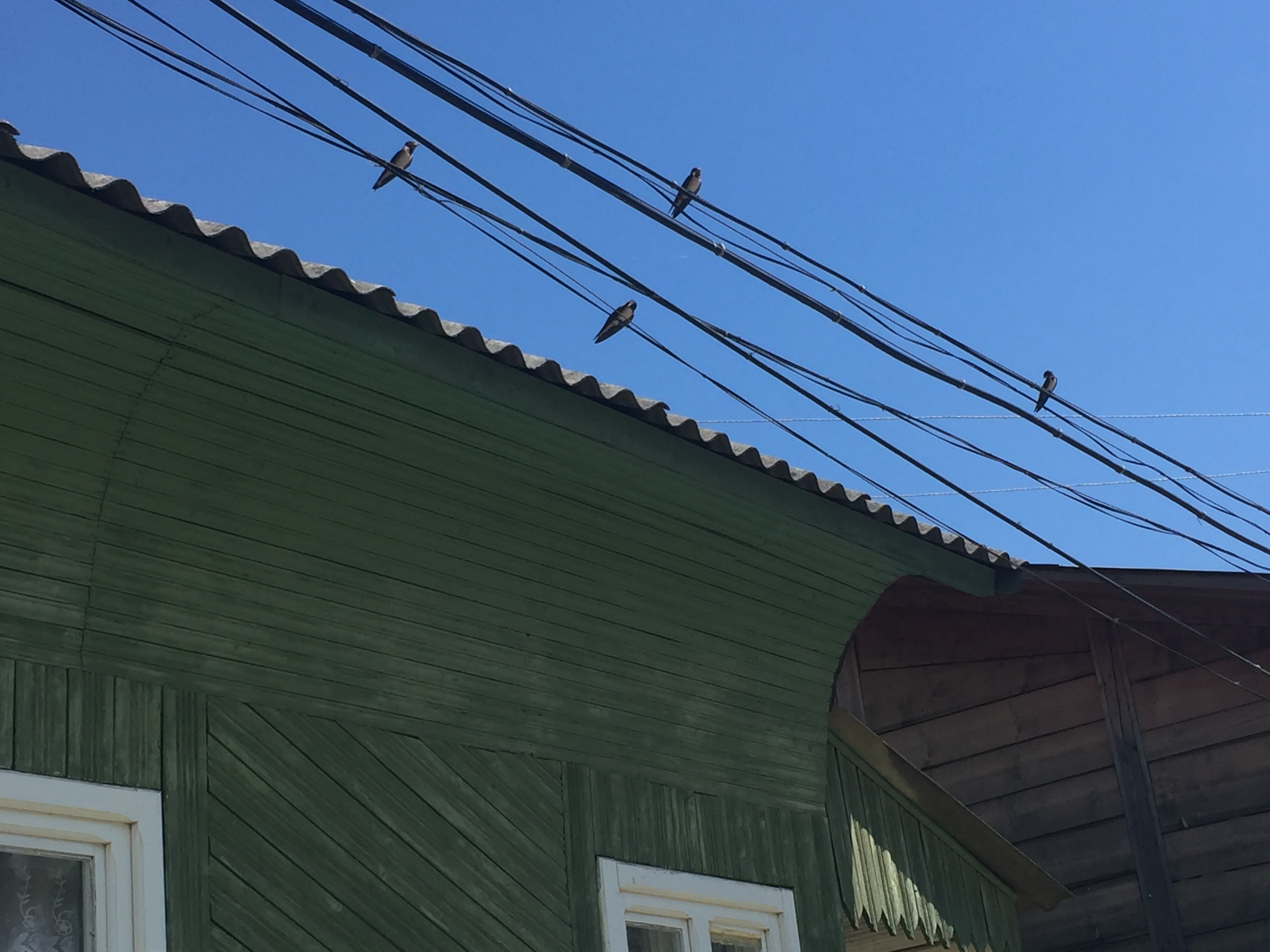
Ластівки на дротах
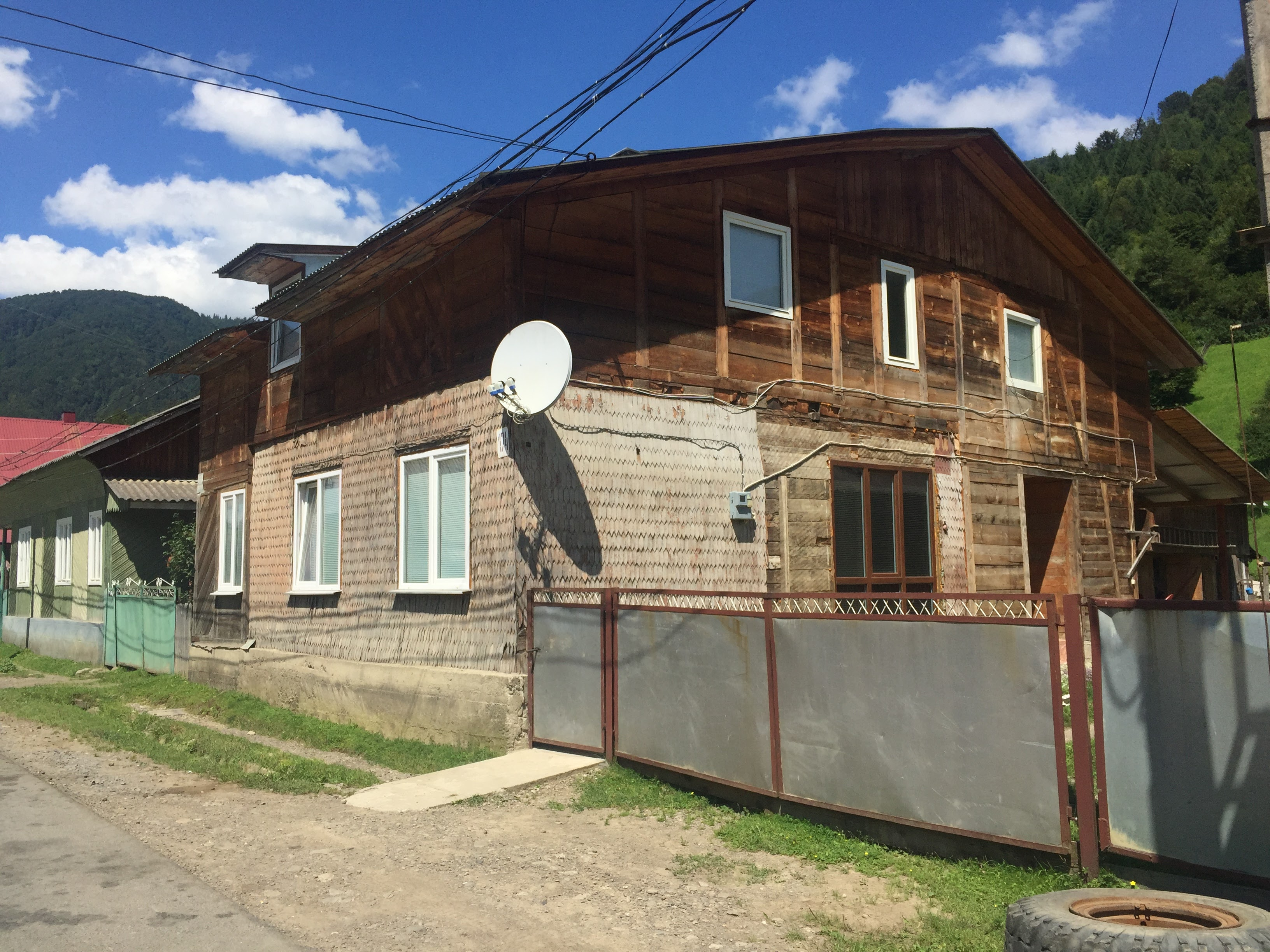
Поєднання минулого і сучасного
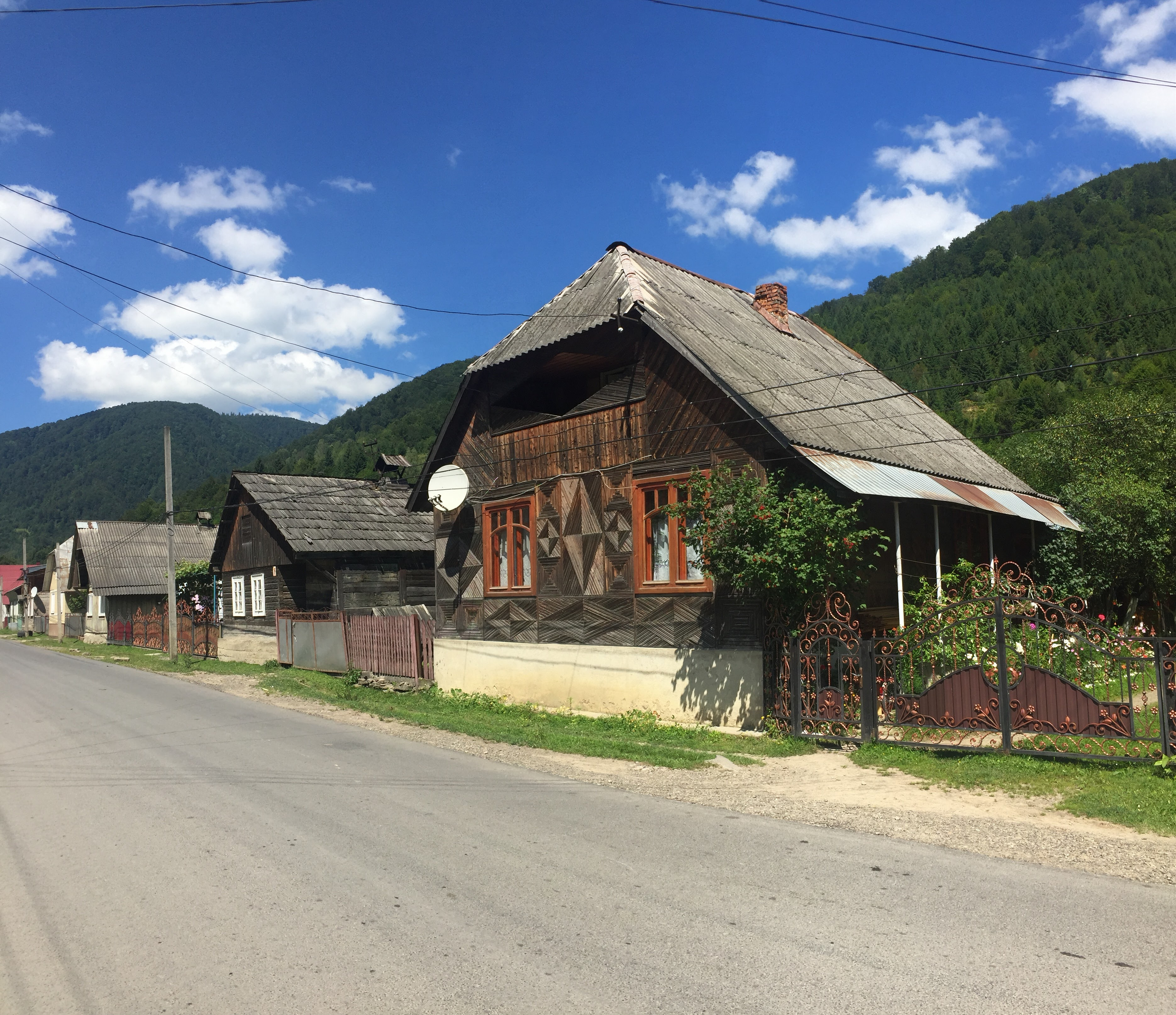
Місцевий вуличний колорит
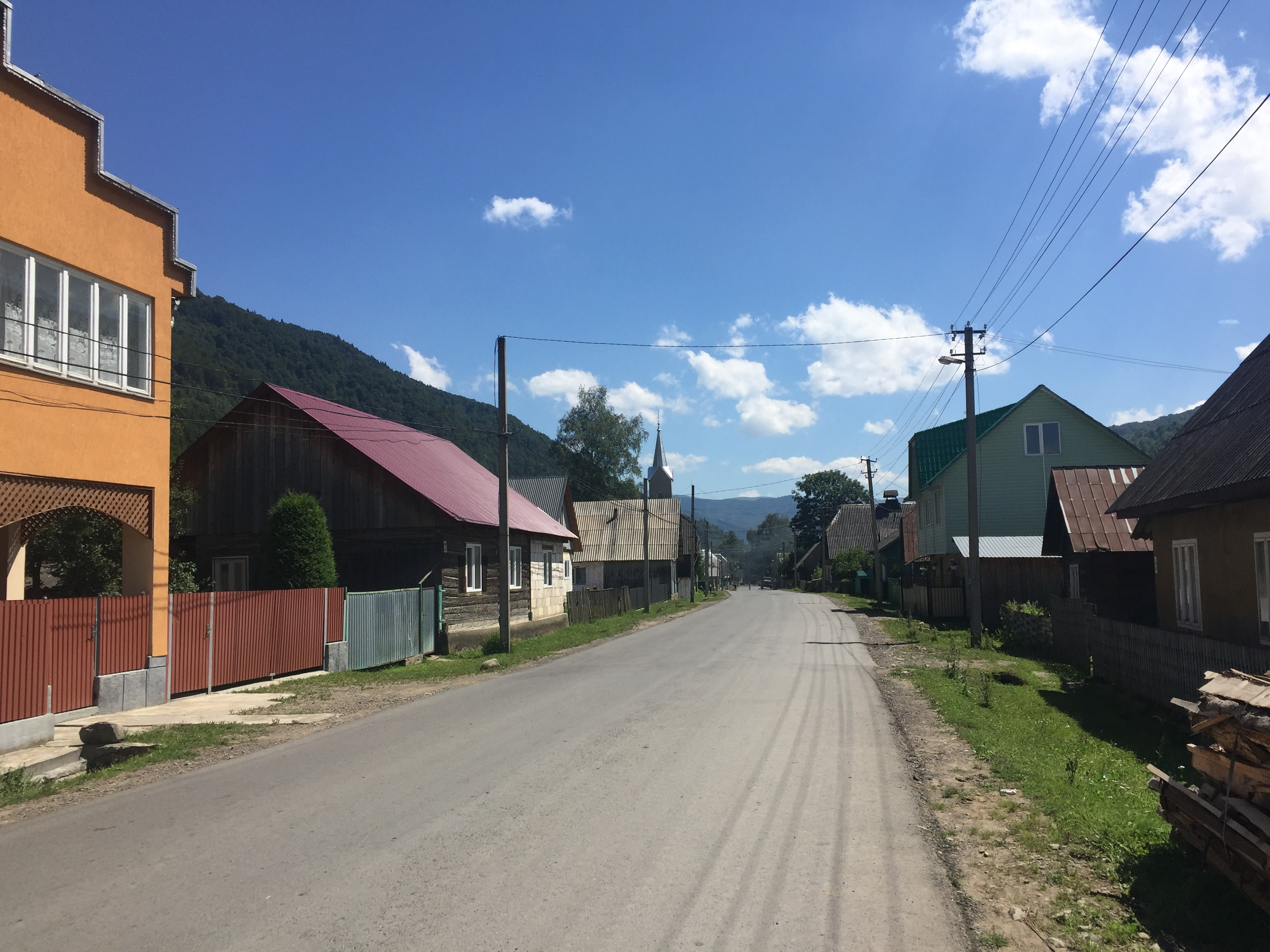
Дорога в напрямку Усть-Чорної
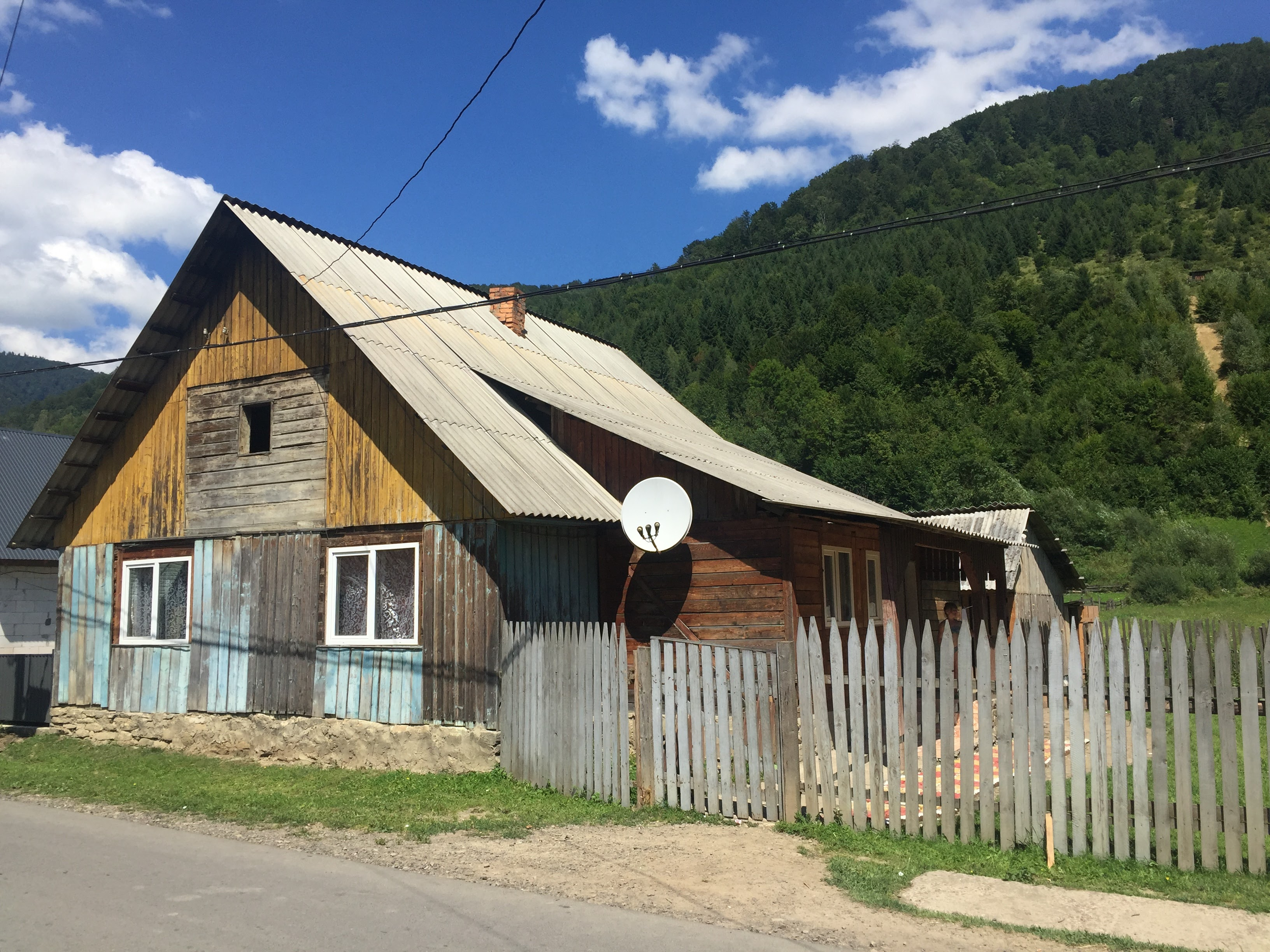
Дерев'яний будинок
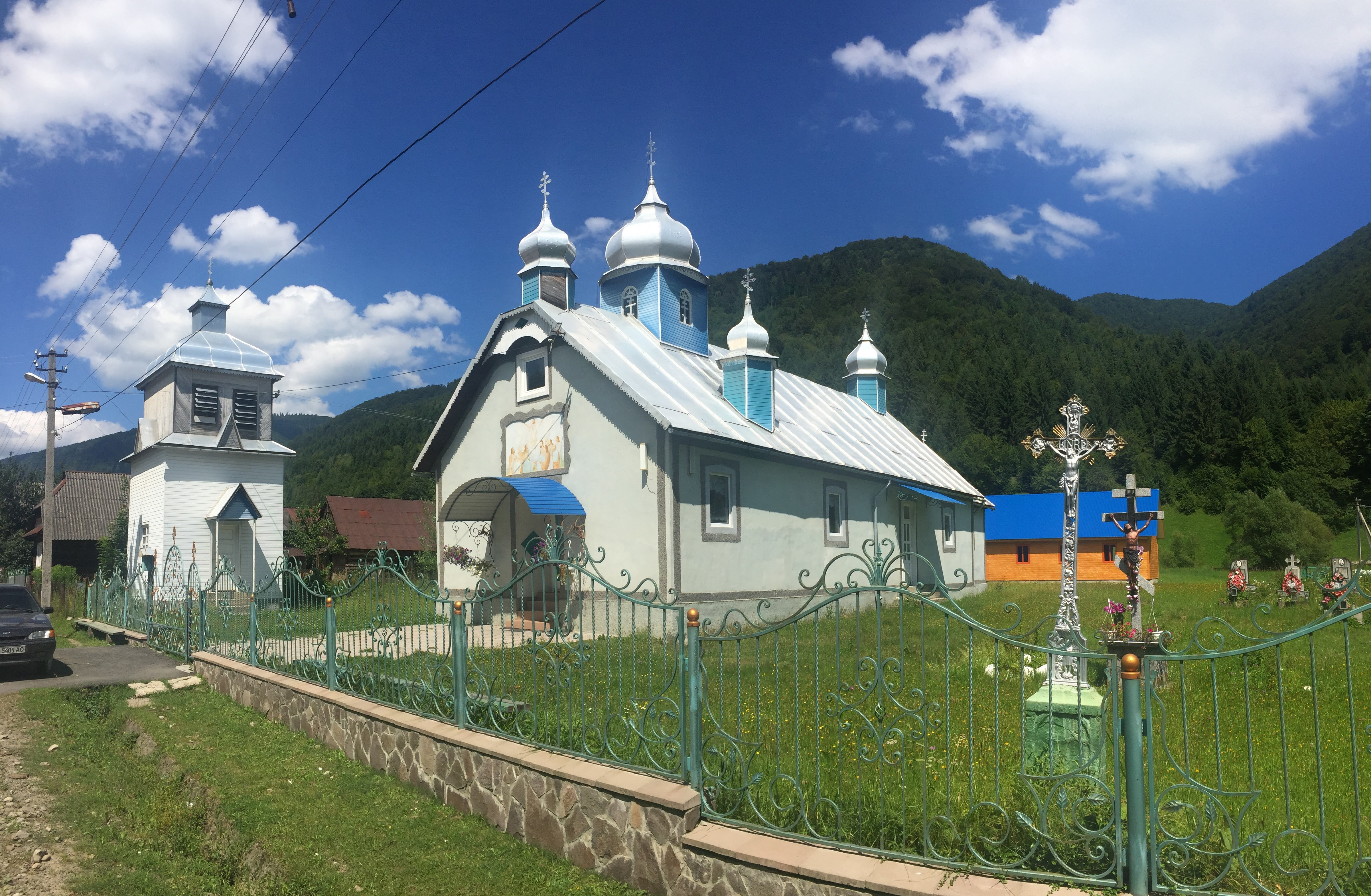
Православна церква (панорама)
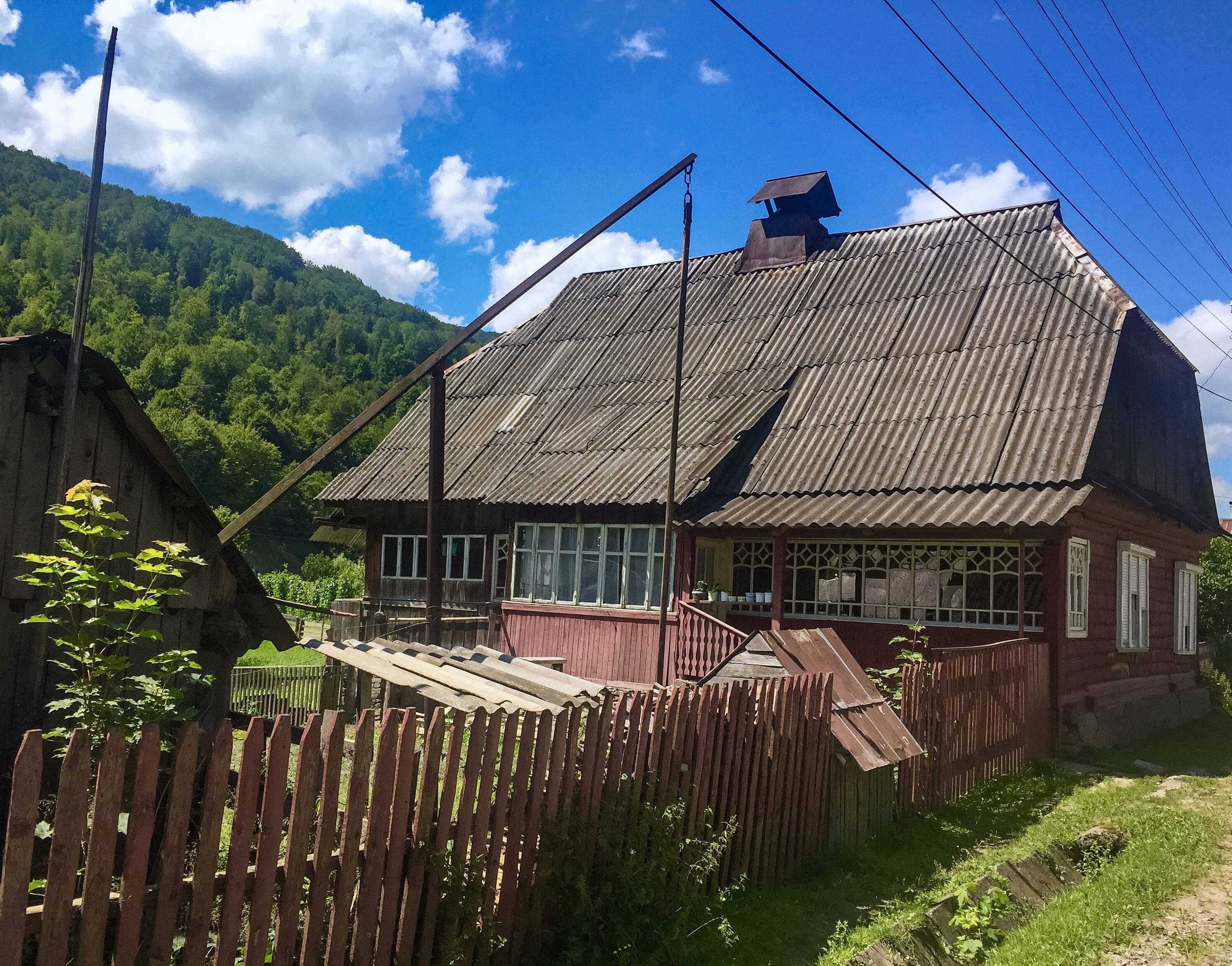
Криниця «журавель»
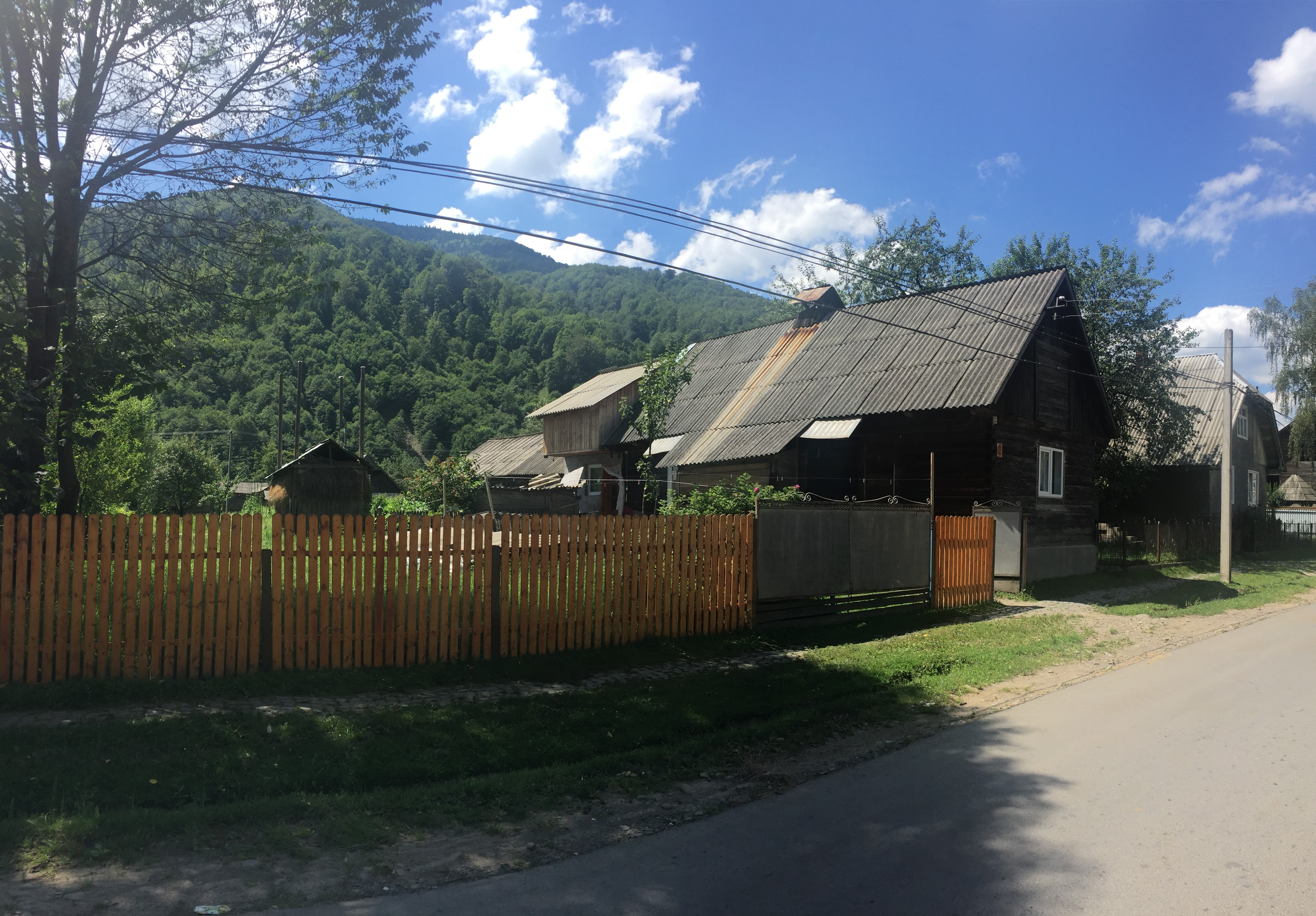
Типова архітектура села
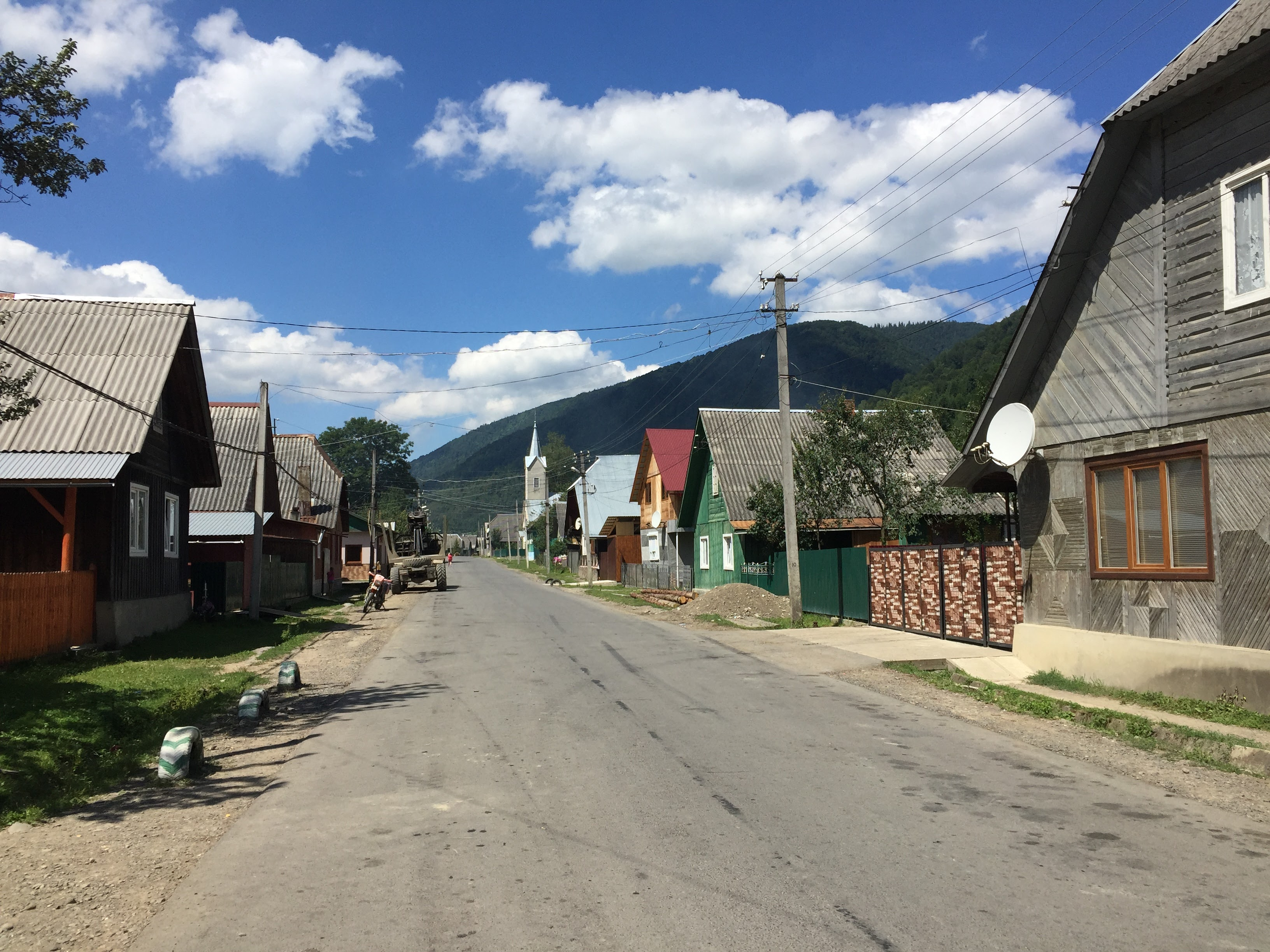
Центральна дорога
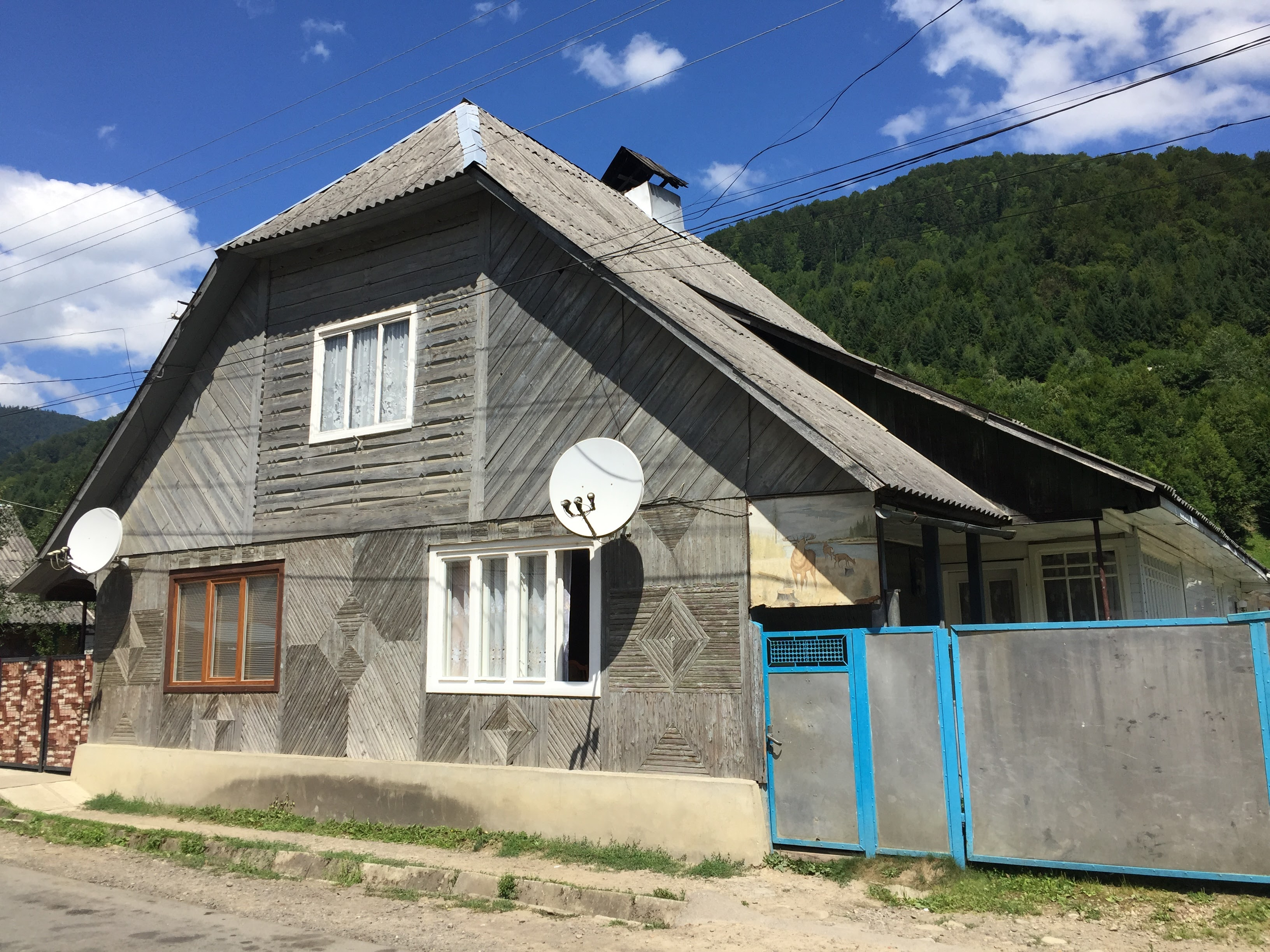
Візерунки на дерев'яних оселях жителів села
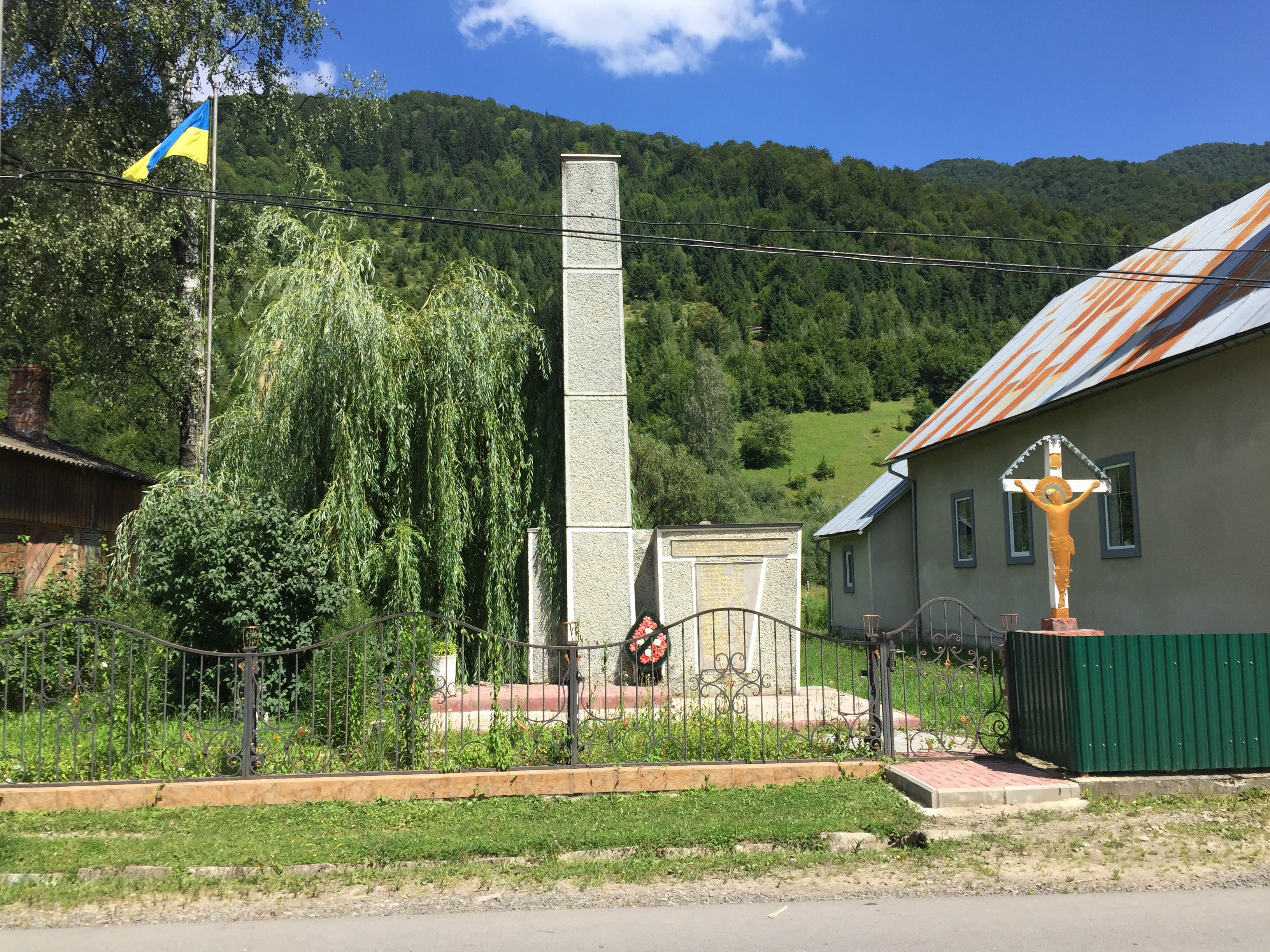
Пам'ятник солдатам, які загинули в часи Другої світової війни
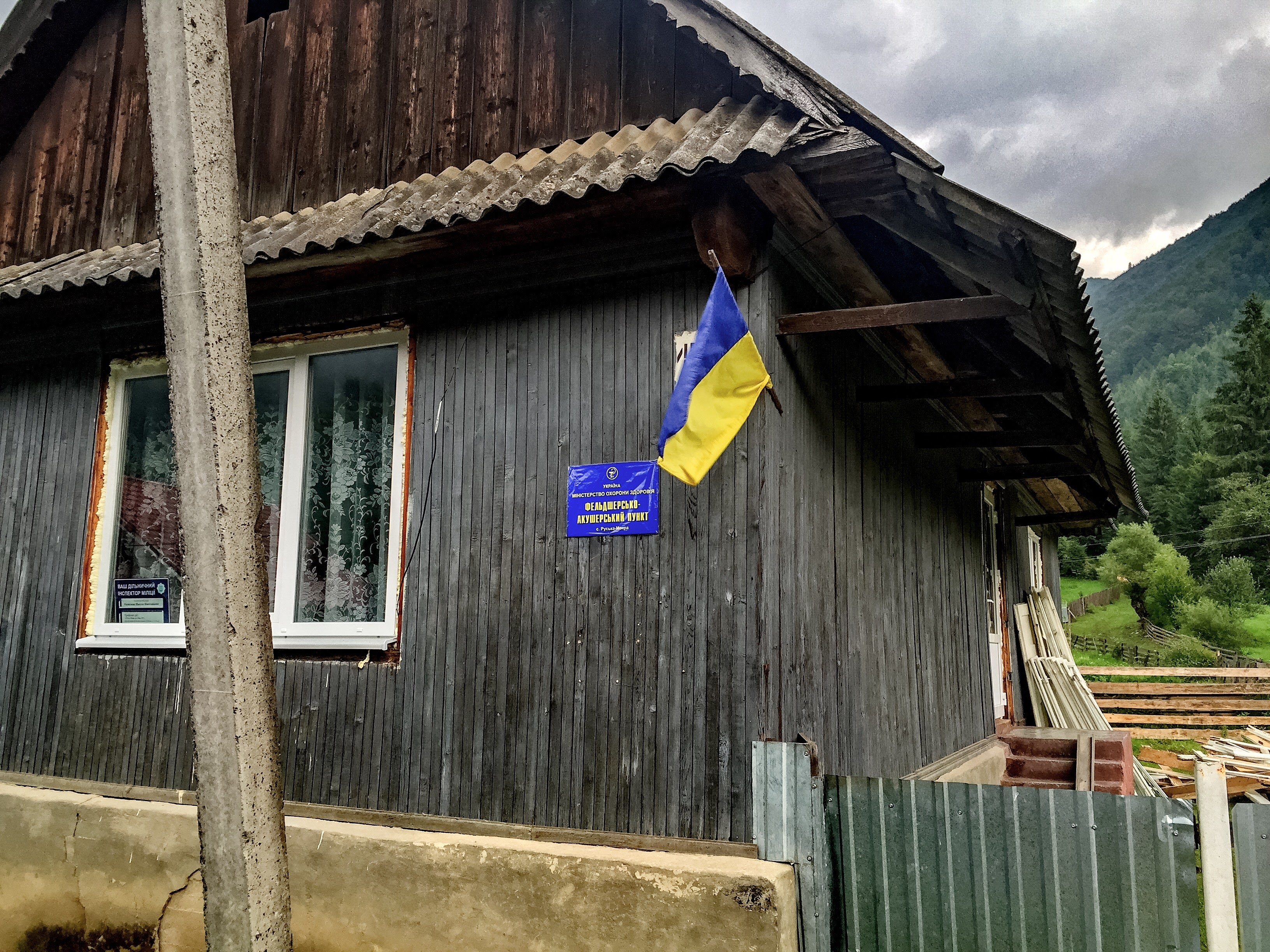
Фельдшерсько-акушерський пункт
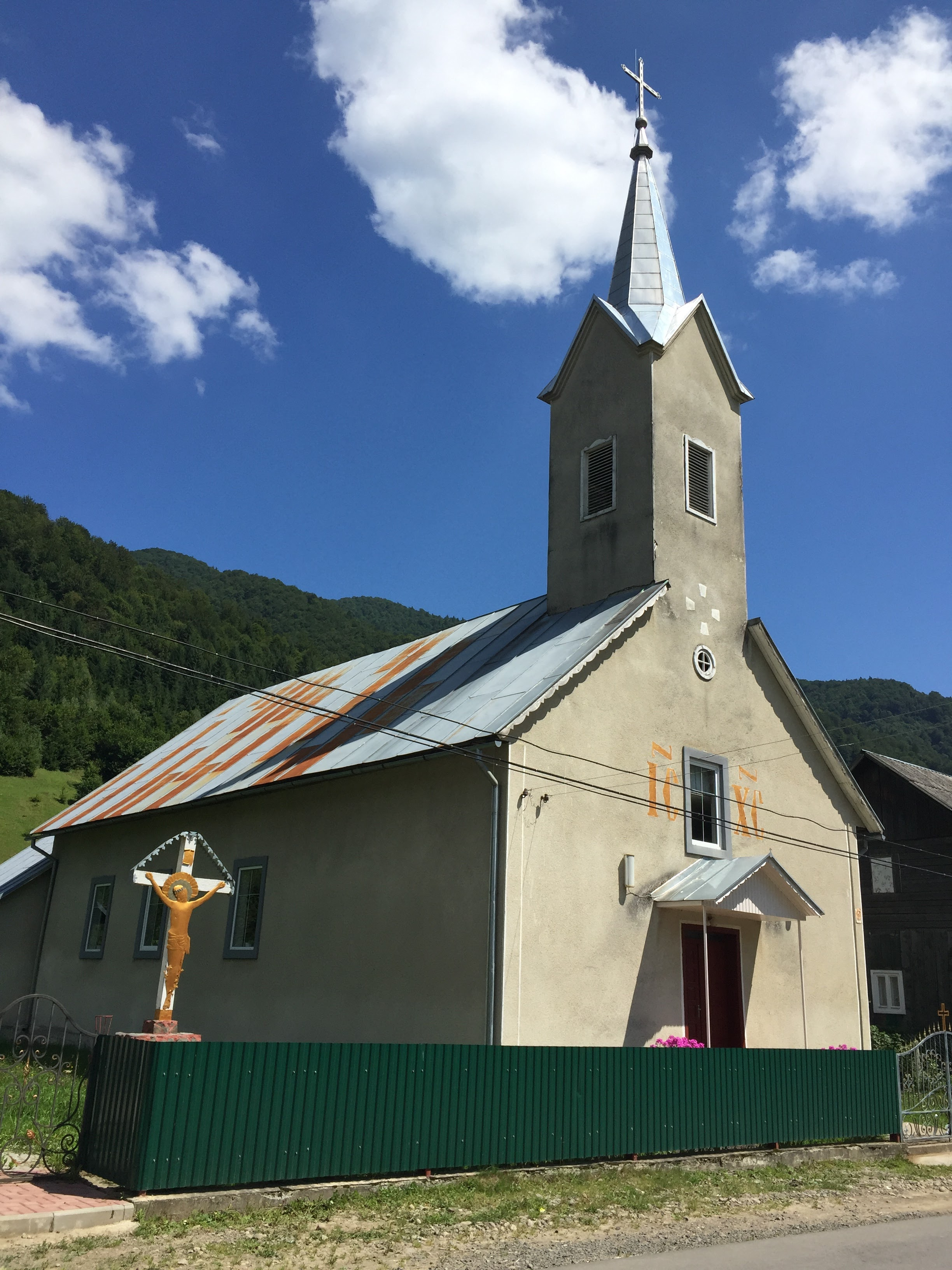
Греко-католицька церква «Успіння Пресвятої Богородиці»

## Відео
- Лісовозом до Руської Мокрої